# Psicologia sociale
La psicologia sociale è una branca della psicologia che studia l'interazione tra l'individuo e i gruppi sociali. 
Il primo studio di psicologia sociale può essere considerato La psicologia dei popoli (Völkerpsychologie) di Wilhelm Wundt, del 1900 e 1920. Essa però si afferma come disciplina a sé stante negli USA, dagli inizi del XX secolo, con Norman Triplett e William McDougall. Gli psicologi sociali tipicamente spiegano il comportamento umano in termini di interazione tra stati mentali e situazioni sociali immediate. Nella famosa formula euristica di Kurt Lewin (1951), il comportamento (C) viene visto come una funzione (f) dell'interazione tra la persona (P) e l'ambiente (A), concetto sintetizzato da Lewin con {\displaystyle C=f(P,A)}.
L'aggettivo "sociale" rappresenta un dominio interdisciplinare che fa da ponte tra la psicologia e la sociologia. Durante gli anni immediatamente successivi alla seconda guerra mondiale, ci fu collaborazione frequente tra psicologi e sociologi (Sewell, 1989). Negli anni recenti le due discipline si sono specializzate in modo crescente ed isolate l'una dall'altra, con i sociologi che si concentrano su "macro variabili" (struttura sociale), con estensione molto più ampia. Ciononostante, gli approcci sociologici alla psicologia sociale rimangono un'importante controparte alla ricerca psicologica in questa area.

## Psicologia sociale e storia della psicologia

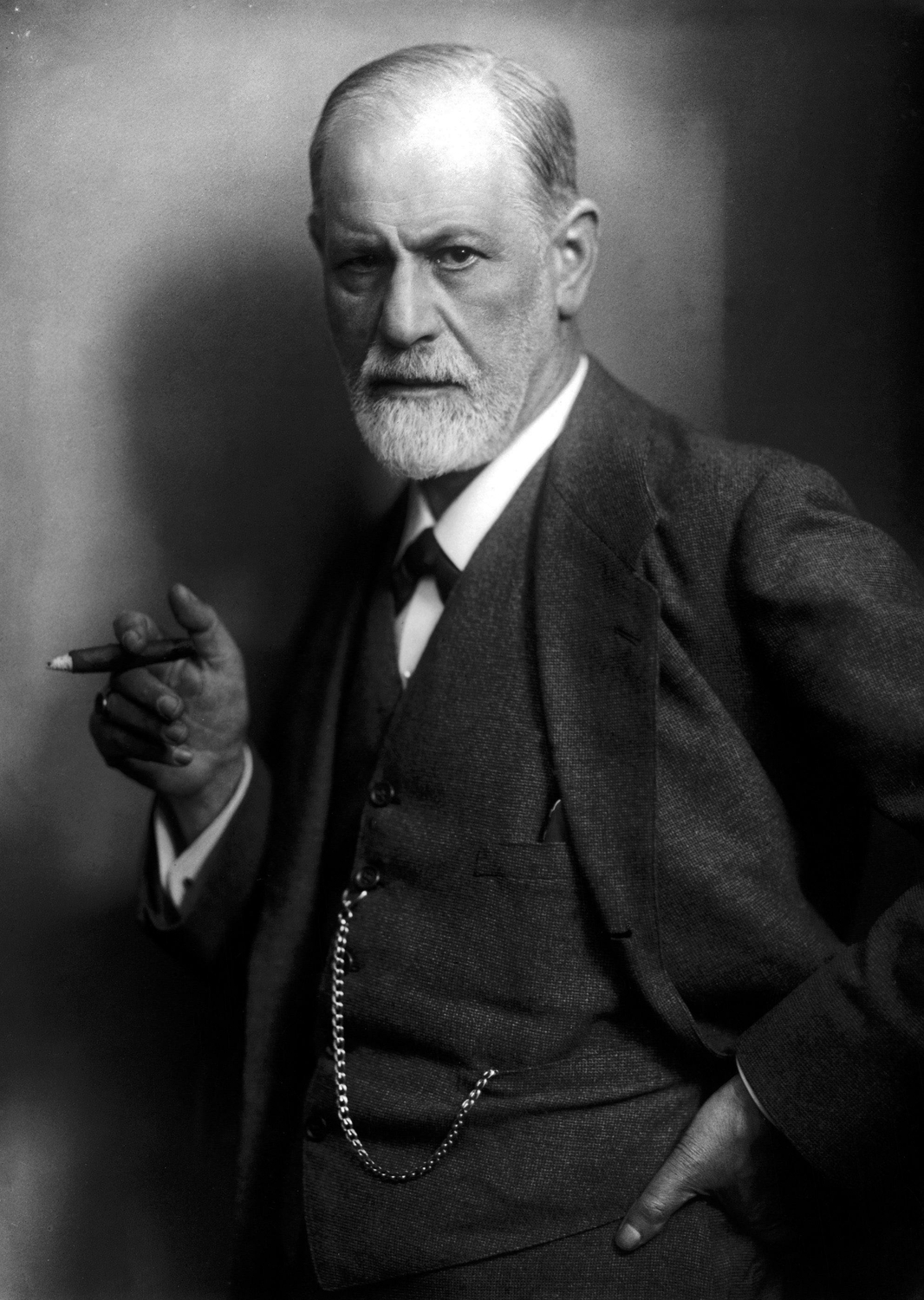
Freud su LIFE.

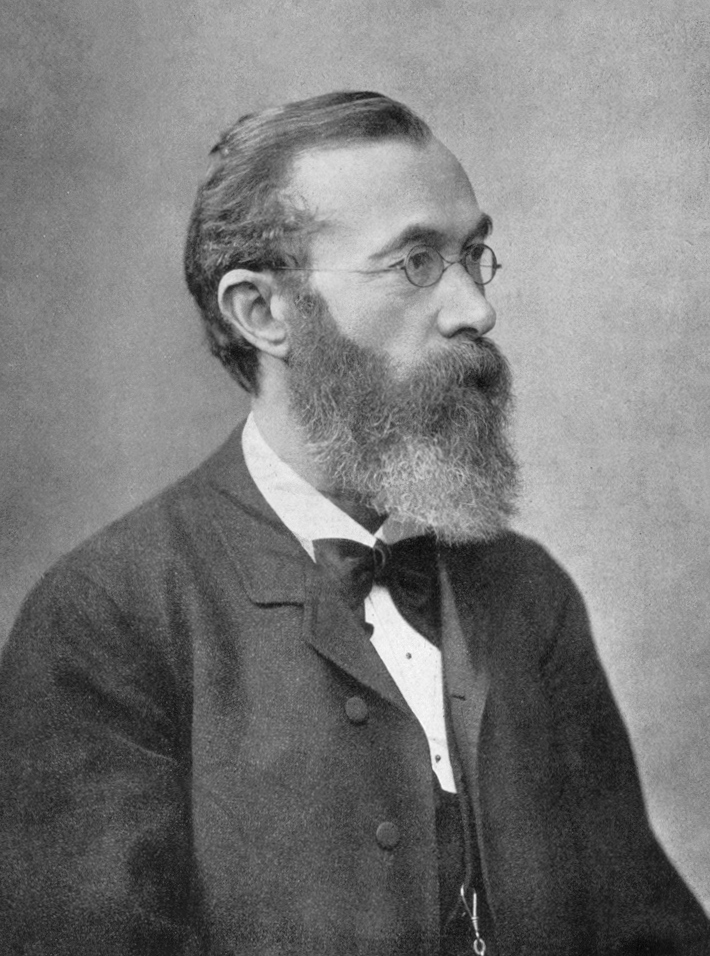
Wilhelm Wundt

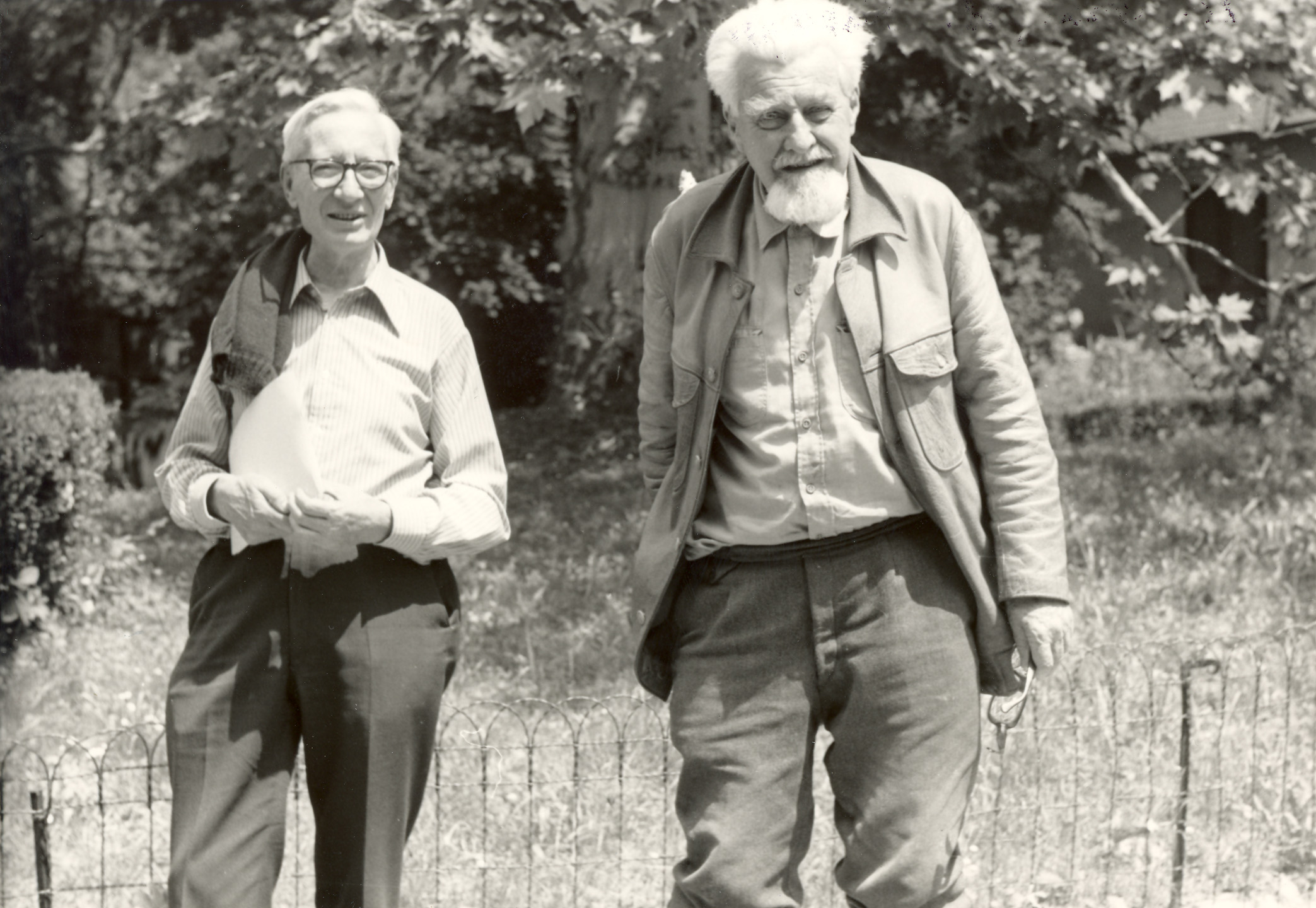
Nikolaas Tinbergen e Konrad Lorenz

### Le origini
La psicologia sociale comprende tutti gli studi rivolti a chiarire il fenomeno dell'influenza sociale. Si estende all'indagine dei comportamenti dei diversi gruppi sociali e degli individui come membri di tali gruppi. Le ricerche della psicologia sociale forniscono elementi che permettono di proporre dei termini come massa, gruppo, ruolo, e delle modalità di comportamento come il conformismo. I dati fondamentali furono forniti da un ricercatore statunitense nel 1936, e sono considerati come il debutto della psicologia sociale ad impostazione scientifica. Lo psicologo in questione è Muzafer Sherif, a lui si devono i primi lavori sulla comparsa delle norme di gruppo.

### La psicoanalisi e la psicologia sociale
La psicoanalisi, di cui padre fondatore è Sigmund Freud, si differenzia dai modelli psicologici dominanti in quanto considera la comprensione della vita cosciente dell'uomo come subordinata alla comprensione della sua vita psichica inconscia. Freud soprattutto fu artefice di un cambiamento di approccio per ciò che riguarda lo studio dei problemi psicopatologici, i quali passarono da un'idea organica del problema, a un'idea psicologica, per cui scavando al di sotto della soglia di coscienza sarebbe stato possibile intervenire in modo efficace sui problemi psichiatrici.
Sulla base di queste premesse Freud costruisce un sistema teorico articolato e una tecnica terapeutica, la psicoanalisi. Già dalla fine dell'Ottocento egli terminò di mettere a punto il metodo delle libere associazioni per la cura della nevrosi (punto di arrivo di un lungo percorso sperimentale che vide Freud passare dall'uso dell'ipnosi, a quello della suggestione, a quello dell'insistenza fino alla decisione di invitare il paziente a comunicare tutto quello che gli viene in mente, appunto per libere associazioni). Freud ipotizza l'esistenza di forze e pulsioni sconosciute alla coscienza le quali determinano il comportamento. Queste sarebbero il risultato di un accumulo di energia psichica la quale crea nell'uomo il bisogno di scaricare la tensione (modello energetico della motivazione). Tali forze sono regolate da due leggi fondamentali: il principio di piacere (sogni, lapsus, ecc) e il principio di realtà (attuazione, differimento o abbandono di desideri e ambizioni).
Questa continua lotta tra bisogni e desideri inconsci e la loro attuazione nella realtà, è regolata dal modo in cui si articola la struttura della personalità. La personalità viene infatti vista come formata da tre istanze: l'Es, l'Io e il super Io. L'Es è completamente inconscio (il serbatoio di tutte le pulsioni); l'Io ha funzioni di mediatore tra le rivendicazioni dell'Es (inconscio), la realtà e gli imperativi del Super Io; il Super Io, il quale si forma a seguito dei premi e delle punizioni dei genitori è per buona parte inconscio e svolge un ruolo di giudice nei confronti dell'Io impedendogli di mettere in atto comportamenti per cui si sentirebbe in colpa, o indicando un ideale a cui uniformarsi. Inoltre vi sono una serie di meccanismi di difesa inconsci che preservano l'integrità dell'Io, difendendolo dagli attacchi dell'Es (accade ad esempio nella trasformazione dei significati da negativi a positivi nel caso di un uomo che ferisca un altro uomo, qualora egli sia un chirurgo).
La pulsione libidica e quella aggressiva si presentano già nel neonato, in quella che Freud chiama la fase orale (in cui gratificazioni sessuali e aggressività vengono espresse attraverso la bocca con l'allattamento e i morsi al seno materno); A questa segue la fase anale (il piacere si esprime con la defecazione e l'aggressività attraverso la disobbedienza nel tenerla sotto controllo); Successivamente si giunge alla fase fallica, in cui il bambino ha un forte interesse per i propri genitali, ed è in questo periodo che il bambino elabora il complesso di Edipo (desideri incestuosi per il genitore dell'altro sesso e gelosia per il genitore dello stesso sesso). Il superamento di questo complesso costituisce il punto centrale nello sviluppo della personalità. Dai 6 agli 11 anni, si verifica poi la fase della latenza, in cui la pulsione sessuale si rafforza, ma non si manifesta, per esplodere con forza nella fase genitale che caratterizza l'adolescenza.
Freud ipotizza un continuo conflitto tra individuo e la società fin dalla nascita. Tuttavia le pulsioni infantili che mirano ad un piacere perverso e indifferenziato vengono poi spinte dalla specie a realizzare quei comportamenti che permetteranno la perpetuazione della specie stessa. Tali pulsioni sono considerate innate, al di là cioè dell'epoca e della società, ed esse spingerebbero gli individui ad una competizione feroce, motivo per cui si rendono necessarie le norme sociali. Il Super Io è quella istanza che incorpora queste norme regolando così le pulsioni sessuali e aggressive di ognuno di noi (sviluppo del senso di colpa). Caratteristica dei rapporti sociali è la folla, la quale secondo Freud ha la capacità di disattivare il Super Io e di far esplodere in tutta la sua forza distruttiva e devastante l'inconscio degli individui.

### La psicologia sociale psicologica e sociologica
Malgrado a cavaliere tra l'Ottocento e il Novecento sia possibile rintracciare un'origine comune, col tempo, la psicologia sociale si differenzia in psicologica e sociologica. La prima è quella che finisce con il prevalere ai giorni nostri ed essa pone grande enfasi sulla sperimentazione. La seconda invece si avvicina sempre di più alla sociologia vera e propria. George Herbert Mead ipotizza un continuo confronto tra il proprio punto di vista e quello degli altri (l'altro non solo specifico, ma anche generalizzato). Ciò permetterebbe all'individuo di realizzare una sorta di oggettività sociale, la quale consente di individuare con chiarezza la propria posizione personale. Se la psicologia sociale nacque in Europa, essa si sviluppò poi soprattutto negli Stati Uniti, dove ricevette una forte attenzione all'individuo e alle conseguenze pragmatiche del lavoro di ricerca. La particolare cultura americana, basata sull'idea di progresso affidato alle capacità e all'intraprendenza dei singoli o dei gruppi, fece affermare il paradigma teorico del Comportamentismo, il quale si oppone al modello, dominante fino ad allora, dell'introspezionismo.

### L'introspezionismo e la Voelkerpsychologie di Wundt
Nel 1879 Wundt aveva fondato il primo laboratorio di psicologia sperimentale, segnando così la nascita della materia. L'enfasi venne posta soprattutto sulla struttura della mente, la quale veniva analizzata nelle sue manifestazioni esterne, nei prodotti collettivi analizzati comparativamente in diverse condizioni storiche e socioculturali, secondo un'ottica centrata sulla psicologia della comunità e non sull'individuo. Anche Durkheim, nei suoi postulati sulla sociologia, pose il mondo sociale come rappresentazione collettiva non riconducibile alle rappresentazioni individuali.

### Comportamentismo e psicologia sociale
Negli Stati Uniti, invece, dal 1910 si stabilizza il paradigma del comportamentismo sulla base delle tesi di John Watson e Skinner. Secondo questo modello, l'individuo è alla nascita una tabula rasa, sulla quale le influenze ambientali hanno la possibilità di incidere qualsiasi cosa. Per i comportamentisti, quindi, il comportamento umano non viene più spiegato facendo riferimento a contenuti mentalistici, bensì viene ricondotto al risultato di catene causali di stimoli e risposte secondo un modello di “connessione Stimolo-Risposta” (S-R). A queste condizioni, la sperimentazione diventa l'unico metodo accettabile per lo studio della materia.
Il primo meccanismo di condizionamento è quello studiato da Ivan Pavlov, ed è detto il condizionamento classico. Esso postula che a uno stimolo neutro possa seguire una risposta che in precedenza era elicitata da uno stimolo diverso incondizionato (è il caso del condizionamento di un cane al suono di una campana quando è il momento di cibarsi: in questo modo, ogni volta che sentirà la campana produrrà il comportamento tipico che avrebbe prodotto in presenza del cibo).
Diverso è il condizionamento operante che si basa sul “meccanismo del rinforzo”. Vengono cioè ripetuti quei comportamenti che vengono premiati da rinforzi positivi ("stimoli appetitivi") o rinforzi negativi ("cessazione di stimoli avversivi"), mentre vengono estinti i comportamenti che vengono puniti da punizioni.
Fu così che gli psicologi sociali trovarono nel modello di Gordon Allport (1924) il loro modello di riferimento. Egli postulò che non esiste una psicologia dei gruppi che non sia essenzialmente una psicologia degli individui. Tale ottica (comportamentista) venne così adottata, ad esempio, per spiegare la formazione e il cambiamento degli atteggiamenti a seguito degli spot televisivi o della persuasione politica.
Negli anni quaranta i lavori di Dollard e di Bandura rivedono le posizioni originarie dei comportamentisti e ne allargano le prospettive, introducendo l'idea della mediazione mentale nel processo stimolo-risposta, che diviene così stimolo-organismo-risposta (S-O-R). Bandura introduce anche il concetto di “imitazione” o “modeling”, secondo cui l'apprendimento del comportamento avverrebbe anche per semplice osservazione, una teoria che oggi sembra avvalorata dalla scoperta dei neuroni specchio.

### Psicologia della Gestalt e psicologia sociale
Sempre negli anni quaranta, viene importata negli Stati Uniti la Psicologia della Gestalt che apre la strada all'importanza dell'elaborazione percettivo-cognitiva degli stimoli da parte degli individui. La teoria della Gestalt pone cioè l'enfasi su fenomeni, così come l'individuo li percepisce e li vive, contribuendo così a far abbandonare l'idea della “tabula rasa” e il paradigma della scuola di Wilhelm Wundt, la quale voleva ricondurre l'esperienza psicologica a singoli elementi costitutivi.
La mente viene quindi studiata in base alla sua capacità innata di strutturare attivamente la realtà. La conoscenza non è più ritenuta come semplice risultato della somma dei singoli stimoli, ma si afferma l'idea che il tutto è più della somma delle parti (legge della formazione NON additiva della totalità e legge della pregnanza, della buona forma). La tendenza a non analizzare le singole unità che costituiscono una configurazione può peraltro dar conto di quella che viene detta rigidità percettiva (una volta che si è percepita una figura su uno sfondo, diventa difficile concepire poi lo stesso complesso di stimoli in modo differente). Wolfgang Köhler diede evidenza empirica a quanto affermato dalla Gestalt, dimostrando che il funzionamento della mente di fronte ad un problema è un processo “produttivo”, che non avviene sulla base di tentativi ed errori, ma attraverso un preciso atto mentale che porta a cogliere la relazione tra gli elementi presenti nel campo percettivo così da strutturarlo cognitivamente, da qui la rigidità mentale a cambiare idea una volta che il problema è stato inquadrato in una determinata maniera.
Kurt Lewin, allievo di Kohler, trasferì i principi della Gestalt allo studio dei gruppi ed elaborò la teoria del campo. Per campo si intende la totalità dei fatti coesistenti ad un dato momento nella loro interdipendenza (spazio di vita, ambiente sociale; spazio fisico; spazio di confine, dove si incontrano il mondo interno e quello esterno). Questo approccio permette sia di studiare il rapporto tra persona e società, sia le dinamiche del gruppo sociale. Il gruppo, che è qualcosa di più della somma dei suoi membri, ha struttura propria, fini peculiari e relazioni con altri gruppi. In questa definizione di gruppo riecheggia il concetto di “destino comune”. La teoria del campo rappresentò così un vero e proprio cambio di paradigma, per cui la psicologia sociale non si sarebbe più interessata dell'individuo isolato, ma dei suoi rapporti con l'ambiente, così come veniva percepito dall'individuo stesso. Anche la metodologia di ricerca veniva modificata: il ricercatore infatti sarebbe intervenuto nell'ambiente osservato modificando il campo di forze e osservandone le conseguenze. Proprio questa nuova metodologia permise di studiare la leadership nelle sue accezioni democratiche, autoritarie e lassiste. Ricreando cioè questi tre scenari, il ricercatore poté osservare i vantaggi del sistema democratico rispetto alle altre forme di leadership.
Lewin estese le sue ricerche anche su altre questioni politico-amministrative, giungendo alla conclusione che il coinvolgimento dei cittadini alle problematiche generali portava una loro maggiore collaborazione e quindi maggior successo, rispetto alla semplice propaganda o coercizione.
Il “gruppo” rimane l'oggetto privilegiato della psicologia sociale per un periodo molto lungo, cui seguono anni in cui diventa una tematica priva di interesse. Negli anni 1950 vengono sviluppate soprattutto delle mini-teorie tra cui si ricorda quella dell'equilibrio cognitivo di Fritz Heider (che dà conto di come siamo portati ad errori di giudizio pur di mantenere un alto livello di autostima) e quella della “dissonanza cognitiva” di Leon Festinger (secondo cui la mente ricerca un continuo equilibrio tra quello che vive, quello che vorrebbe e quello che fa, così da modificare una delle parti in causa quando questo equilibrio manca).

### L'approccio cognitivista e la psicologia sociale
A partire dagli anni 1960 si impongono nella psicologia sociale i modelli cognitivisti. L'individuo viene cioè considerato come un elaboratore di informazioni che possono provenire sia dall'interno sia dall'esterno.
In questo periodo Noam Chomsky diede inizio ad un nuovo approccio allo studio del comportamento verbale, il quale pone come oggetto di studio i processi mentali sottostanti la capacità di parlare. Egli individua una serie di regole (regole della trasformazione), che si basano sull'idea della “grammatica generativa”, secondo cui la capacità di parlare la propria lingua non deriva dalla semplice imitazione, esisterebbe cioè una predisposizione innata che ne consente l'acquisizione. Nasce così la “Psicolinguistica”.
G. A. Miller, Eugene Galanter e Karl Pribram continuano la critica al modello comportamentista allontanandosi da esso e postulando una nuova unità che caratterizza il comportamento: il Test-Operate-Test-Exit (T-O-T-E). Esso si rifà ad una concezione cibernetica, secondo la quale il comportamento sarebbe il risultato di una sorveglianza costante della corrispondenza tra l'ambiente e le condizioni programmate.
Ulric Neisser aggiunse un ulteriore elemento in questo campo, teorizzando che gli individui trattengano solo una parte limitata degli stimoli e che sono carenti di informazioni, pertanto devono utilizzare delle strategie di semplificazione che vanno dalla rigidità, alla selezione, al raggruppamento in categorie più ampie.
La mente viene così vista come dotata di grandi capacità di costruzione (costruttivismo) secondo la quale alla raccolta di informazioni si accompagna una vera e propria elaborazione dei dati in entrata. Viene pertanto superata l'ottica gestalista, e la mente umana viene considerata alla stregua di un computer, per cui le informazioni in entrata si combinano con tutti gli altri dati di cui si dispone producendo così un output inedito.
Jean Piaget diede inizio ad una nuova fase della ricerca psicologico-sociale. Egli iniziò a studiare lo sviluppo intellettuale il quale porta il bambino a passare dall'uso iniziale di riflessi, ad azioni sempre più complesse fino ad arrivare al pensiero simbolico. L'intelligenza viene vista cioè in termini di adattamento mentale, il quale ha come fine il mantenimento di un equilibrio progressivo tra le nuove conoscenze e quelle che già si possiedono attraverso l'uso di schemi mentali. Avverrebbe quindi un duplice processo, di assimilazione e accomodamento che implica una continua riorganizzazione della mente. In altre parole, gli schemi sono organizzazioni di conoscenze costruiti in maniera dinamica attraverso diverse metodologie a seconda della maturazione dell'individuo (1 intelligenza senso-motoria, neonato; 2 periodo pre-operatorio, due anni; 3 periodo delle operazioni concrete, sei anni; pensiero formale, dai quattordici anni in su).
Gli schemi individuati da Piaget sono alla base di quei comportamenti che possono risultare sbagliati a seguito di interpretazioni errate basata ad esempio sugli stereotipi.

### L'integrazione dei processi cognitivi e sociali e la psicologia sociale europea
Le strategie cognitive sono influenzate dalle nostre relazioni con gli altri, dalle nostre aspettative sulle loro reazioni, dall'appartenenza ad un gruppo o ad un altro, appartenenza che ci porta alla definizione di chi siamo e alla nostra identità sociale. Questa fu la base per cui a partire dagli anni 1960, la psicologia sociale europea giunse alla maturazione necessaria per divenire autonoma rispetto a quella americana, e infatti se ne differenziò ponendo l'enfasi sulla dimensione sociale del comportamento individuale di gruppo.
Jerome Bruner concepì il comportamento umano come guidato da scopi, e sottolineò l'importanza dell'influenza che avrebbe la cultura sullo sviluppo mentale. Egli introdusse così il concetto di “categoria mentale”, frutto di un processo di categorizzazione che consentirebbe una sorta di economia cognitiva, la quale consentirebbe a sua volta di andare oltre l'informazione acquisita. Questo processo sarebbe reso possibile dal “format”, che implica una conoscenza sociale comune basata sulla ripetitività, la convenzionalità e la prevedibilità.
Lev Vygotskij (attraverso quella che viene chiamata, la teoria di Vygotskij) pose grande enfasi sul ruolo che hanno cultura e storia (individuale e umana) nella genesi e nello sviluppo delle funzioni psichiche. Egli pose al centro dello sviluppo mentale il linguaggio, il quale una volta acquisito, permetterebbe l'ulteriore sviluppo delle altre funzioni mentali superiori. Serge Moscovici focalizzò la propria attenzione sulle rappresentazioni sociali della realtà, enfatizzando il processo che fa sì che le idee collettive (costruite attraverso l'interazione con gli altri) si trasformino in elementi cognitivi che guidano la costruzione della realtà sociale.

### La teoria evoluzionistica e la psicologia sociale
La psicologia sociale dunque si occupa essenzialmente di analizzare fenomeni specifici, rintracciandone le cause immediate sia che siano riconducibili all'assetto mentale dell'individuo, sia all'interazione tra singoli o tra gruppi. Inoltre il comportamento sociale viene studiato in termini di influenze sociali, emarginando le tesi genetiche. Infatti, nonostante la grande influenza delle teorie Darwiniane, il determinismo biologico mal si conciliava con l'esigenza di trovare nuove strade per il cambiamento sociale che in quel periodo veniva richiesto agli studiosi. Le teorie di Darwin sono tornate ad essere riapplicate alla materia, favorendo la nascita di aree di studio come la psicologia evoluzionistica, la psichiatria darwiniana e la psicologia sociale evoluzionistica. L'utilità dell'approccio evoluzionistico è legata all'interpretazione che dei principi darwiniani dà la scuola inglese dell'etologia (Nikolaas Tinbergen, Robert Hinde). Si tratta di posizioni da cui la scuola tedesca dell'etologia (Konrad Lorenz, Irenäus Eibl-Eibesfeldt) diverge per molti aspetti. Infatti, mentre la scuola inglese pone l'accento sulle predisposizioni a base innata degli individui, la scuola tedesca si pone in termini deterministici, i quali non producono risultati innovativi in termini scientifici.

## Le basi biologiche del comportamento sociale: la psicologia sociale evoluzionistica

### La selezione naturale
È sulla scia degli studi degli allievi di Lorenz e Nikolaas Tinbergen che i postulati di Darwin sono stati trasferiti, a partire dagli anni 1970, allo studio dell'uomo.
Darwin, nell'origine delle specie, assume che gli esseri umani (così come tutti gli esseri viventi) sono il prodotto dell'evoluzione, un processo continuo che avviene attraverso la selezione naturale. La selezione provvede così a mantenere nel tempo quelle caratteristiche che meglio contribuiscono alla riproduzione della specie ed estingue le caratteristiche che vanno nel senso opposto.

### I quattro perché di Tinbergen
Dal punto di vista della psicologia sociale diventa quindi interessante lo studio di quei comportamenti che si sono evoluti attraverso la selezione naturale perpetrati nell'uomo di oggi. Si tratta quindi di dare risposta ai quattro perché individuati da Tinbergen:
1. Le cause prossime, da cos'è determinato il fenomeno nell'immediato?
2. Le cause nello sviluppo dell'individuo, il fenomeno è da ricondurre allo sviluppo dell'individuo?
3. Le cause ultime, il fenomeno ha una sua funzione biologica?
4. Le cause nello sviluppo della specie, il fenomeno è da ricondurre al modo in cui si è evoluta la specie?

Le risposte a ciascuno di questi livelli sono tutte positive, ma il fenomeno non può essere correttamente compreso se non le si considerano tutte e quattro insieme.

### La scuola inglese e la scuola tedesca dell'etologia
Due scuole di etologi utilizzano i principi evoluzionistici interpretando in maniera diversa il concetto di selezione naturale; facendo ricorso a motivazioni diverse sottostanti il comportamento umano; dando un peso diverso al ruolo che gioca l'istinto; prendendo posizioni diverse nell'intendere il rapporto tra individuo e società. La scuola tedesca nasce con Lorenz e prosegue con Eibl-Eibesfeldt; la scuola inglese nasce con Tinbergen e prosegue con Hinde.

#### Selezione di gruppo, selezione individuale, selezione di gene: il caso dell'altruismo
Gli atti altruistici, che comprendono azioni varie, che vanno dai favori ai membri della propria famiglia o agli amici, al sacrificare la propria vita per dei parenti, ecc., sono interpretati dalla scuola tedesca come determinati dalla selezione di gruppo, cioè gli individui esibirebbero un comportamento altruistico sulla base della spinta di pressioni selettive che hanno favorito e fatto evolvere tutti i comportamenti che assicurano la sopravvivenza e la riproduzione della propria specie. La scuola inglese invece sottolinea che se il comportamento altruistico fosse a vantaggio solo degli altri, esso potrebbe favorire gli individui abili nell'imbrogliare e questo porterebbe all'estinzione di tale comportamento attraverso la selezione naturale. Partendo da questo punto di riflessione, Hinde spiega il vantaggio che si costituirebbe per l'individuo che metta in pratica un atto altruistico: anche a costo della sua morte, l'individuo che salva un altro individuo assicura la riproduzione della propria specie e sulla base della vicinanza genetica è possibile anche stilare una classifica della disponibilità al sacrificio: i figli; i consanguinei; i simili.
È poi vero che non sempre gli atti di altruismo sono interpretabili in termini di propensioni ad assicurare a sé stesso, ovvero ai propri geni, il massimo successo. Robert Trivers invocò infatti il principio dell'altruismo reciproco: la possibilità e la probabilità di essere contraccambiati spinge verso la produzione di comportamenti cooperativi. Le propensioni di tipo altruistico, così come quelle di tipo aggressivo, non sono solo il risultato di pressioni innate che niente hanno a che fare con la situazione ambientale. È vero piuttosto che sono gli elementi specifici della situazione (fisici e sociali) a indirizzare o meno un atto verso qualcuno.
La selezione parentale prevede altresì che siano le femmine a subire più costi dei maschi nell'investimento genitoriale. Questo squilibrio è da ricondurre alla diversa anatomia e fisiologia dei due sessi.

#### Il Complesso co-adattato: il caso dell'infedeltà
Le caratteristiche anatomiche, fisiologiche e comportamentali degli individui, a qualsiasi specie essi appartengano, formerebbero un complesso co-adattato. Cioè ogni caratteristica produce effetti sulle altre e l'adattatività di ciascun elemento è correlata all'adattatività degli altri. La fisiologia dell'uomo e della donna sono diversi e pertanto sono correlate da comportamenti, sia riproduttivi che sociali, differenti.
In particolare, esiste una correlazione tra una struttura massiccia del corpo maschile ed una organizzazione societale di tipo poligamico, anche se evidentemente, a seconda delle opportunità ambientali, pare si sia successivamente selezionata una predisposizione per i legami monogamici. Tuttavia, negli uomini e nelle donne sarebbero presenti delle propensioni ad essere sia monogami che infedeli. Questo è dovuto al contrastante interesse biologico per cui la donna ottiene un maggiore successo riproduttivo se è fecondata da più uomini (maggiore variabilità genetica), mentre gli uomini otterrebbero maggiore successo fecondando più di una donna (poligamia) o assicurandosi che i figli della propria donna (monogamia) siano effettivamente i suoi.
Ad ogni modo, sulla base delle differenze fisiologiche, perdere un figlio implica un costo molto più elevato per una femmina (gravidanza, allattamento, possibilità di fare solo un numero potenzialmente limitato di figli) che per un maschio. Su queste basi, nelle femmine si sono riscontrate alcune strategie riproduttive frutto della selezione naturale e che tengono conto di alcuni particolari fattori:
1. scelta di un partner capace di assicurare risorse a sé e ai suoi piccoli, quindi tendenzialmente più maturi;
2. predisposizione a relazioni eterosessuali stabili;
3. tendenza a porre ostacoli alla promiscuità maschile;
4. tendenza all'infedeltà, anche se in maniera diversa rispetto ai maschi.

Nei maschi si sono invece prodotte strategie riproduttive che tengono conto
1. della scelta di una partner con alto potenziale riproduttivo, quindi sana e giovane;
2. interesse alla massima promiscuità;
3. interesse a legami stabili, soprattutto quando si ha la certezza che i figli siano i propri;
4. Interesse al controllo della fedeltà della partner per assicurarsi di non spendere energie per figli non propri.

Le femmine, a differenza dei maschi, sono le sole ad avere la certezza della maternità della prole. Quindi l'essere “padre incerto” per i maschi, costituisce la base dell'istinto a respingere un legame stabile, praticando così l'infedeltà. Le donne tuttavia sono allo stesso modo tendenti al tradimento, ma alla base del loro comportamento ci sarebbe l'istinto a procreare attraverso una maggiore varianza di geni, oltre ad aver pronto un nuovo compagno qualora l'attuale rischi di non assicurargli più la protezione necessaria. Questi fattori giustificano anche la gelosia maschile (pericolo di spendere energie per figli altrui) e femminile (pericolo che cure e risorse cadano su altra prole).

#### I modelli esplicativi del comportamento e il concetto di istinto: il caso dell'aggressività
Secondo la scuola tedesca di Lorenz, il comportamento aggressivo è una risposta adattativa rimasta nel patrimonio genetico a causa dell'ambiente in cui l'uomo si è inizialmente evoluto. La probabilità degli attacchi continui e la scarsità di risorse, favorirono coloro che più mostravano un atteggiamento aggressivo. La propensione ad essere aggressivi è presente in tutte le specie animali. Lorenz teorizzò un modello energetico per spiegarne il funzionamento: nell'individuo si formerebbe un accumulo di energia pronta a scaricarsi appena possibile (modello idraulico del comportamento).
Lorenz distinse inoltre l'aggressività intraspecifica (messa in atto tra la stessa specie) e l'aggressività interspecifica (tra specie diverse). Le differenze sono importantissime: nel primo caso la violenza si risolve con la sottomissione di uno dei contendenti attraverso una serie di comportamenti ritualizzati (inginocchiarsi, piangere, implorare, …): non si giunge cioè alla morte; nel secondo caso invece la violenza non conosce freni e si placa solo quando uno dei contendenti raggiunge la morte (è il caso della caccia, ma anche della rivalità tra gruppi diversi). La scuola inglese invece accettò l'idea che l'aggressività fosse il frutto della selezione naturale e che, quindi, fosse una tendenza innata nell'uomo. Tuttavia non ritenne accettabile l'idea del modello idraulico dell'energia, ritenendo invece che il comportamento è frutto dell'elaborazione dell'informazione che avverrebbe secondo un modello esplicativo del comportamento di tipo cibernetico. La probabilità che una persona sia aggressiva dipende cioè dalla possibilità di incontrare altre persone che siano aggressive o alla scarsità delle risorse. La scuola inglese tese quindi ad enfatizzare la flessibilità del comportamento umano.

#### L'interazione organismo ambiente e icostraints on learning
Per la scuola inglese quindi, il comportamento non è meramente ricondotto all'istinto (scuola tedesca), ma all'interazione tra propensioni innate e l'ambiente circostante, pur mantenendo quelle che Hinde chiama i costraints on learning (in base al prodotto attuale dell'evoluzione vi sono comportamenti che sono apprendibili, altri no: alzarsi in piedi e camminare è possibile, volare no). Per cui ad esempio, la capacità di parlare è innata, ma solo l'interazione con la società permette il suo sviluppo.

### Dall'adattatività alla disadattività: il caso della guerra e delle violenze interetniche
Inoltre la scuola inglese sottolinea come molti comportamenti ereditati possono oggi rivelarsi inutili o perfino dannosi a causa dei profondi cambiamenti nell'ambiente in cui vive l'uomo. Ad esempio, la paura dell'estraneo che si manifesta fortemente nei bambini, assicurava in tempi antichi, la sopravvivenza dell'infante. Oggi tale comportamento è inutile.
Lo stesso sentimento di paura dell'estraneo fa anche da sfondo a tutti quegli atteggiamenti adulti che una volta assicuravano la persistenza del proprio gruppo o della propria etnia. Oggi queste pulsioni possono condurre agli stereotipi sociali e quindi a pregiudizi, violenze e guerre. Proprio questi ultimi casi hanno messo a fuoco il tipo di violenza che viene messo in atto dagli umani quando l'interazione riguarda gruppi e non individui. Si tratta cioè di un'aggressività interspecifica, come se i membri dell'altro gruppo non fossero considerati parimenti umani, ma di specie diversa (da qui la possibilità di giungere fino alla morte per mano della stessa specie animale). Quindi quelle predisposizioni innate che nei primordi favorivano la perpetuazione della specie, oggi diventano un problema, visto che la vita umana appare meglio favorita (ai giorni nostri) da una pace allargata.

### Individui, relazioni e cultura: le basi biologiche della società
Diverse furono pure le interpretazioni delle scuole inglese e tedesche sul rapporto tra individuo e società. Lorenz interpretava la società come in continua lotta con l'individuo: compito della società era quello di inibire quegli istinti per lo più aggressivi, che caratterizzerebbero l'uomo allo stato brado. Ma dato che la pulsione all'aggressività viene considerata dalla scuola tedesca come una pulsione inarrestabile (modello idraulico), la soluzione viene trovata nello sport. Al contrario, Hinde sostenne che vi sarebbe una continua dialettica tra individuo e società e che il fattore operativo è costituito dalle relazioni interpersonali. Si parla quindi di basi biologiche della società, perché sarebbero gli individui che la plasmano attraverso il loro interagire e a loro volta vengono plasmati. Questa dialettica spiegherebbe anche il motivo per cui nella società esiste una doppia morale in base al sesso: l'infedeltà femminile viene condannata, quella maschile osannata.
Questa tesi porterebbe a pensare che anche le norme sociali sono scaturite da questa particolare dialettica: il delitto d'onore è stato annullato solo in tempi recenti, quando la società ha raggiunto un'evoluzione tale che la donna possa vivere e crescere i propri figli anche senza il sostentamento di un uomo. Hinde quindi fu artefice dell'idea che per comprendere i rapporti tra individuo e società sia necessaria un'analisi psicologica (mente umana) e sociologica (la cultura).

### Le basi biologiche dei sistemi sociali: l'organizzazione del gruppo e l'origine della dittatura
Alle modalità di interazioni tra gli individui corrispondono modalità analoghe di comportamento mentale. Michael Chance sostenne che nelle organizzazioni sociali dei primati è possibile individuare due sistemi fondamentali: sistema agonico e sistema edonico. Nel primo caso è presente un meccanismo denominato “struttura dell'attenzione” attraverso il quale i differenti ruoli sociali vengono definiti mediante l'attenzione riposta dai sottomessi ai dominanti (è il caso dei Papio anubis o dei Macaca); nel secondo caso, i leader sono i più anziani, i più assertivi, e il sistema risulta più rilassato e più teso al sostegno reciproco (è il caso degli scimpanzé). Nel sistema edonico, la scarsa necessità alla tensione, alla salvaguardia del proprio status, permette la possibilità di concentrarsi sull'ambiente (sviluppo dell'intelligenza). Nella specie umana sono presenti entrambe le caratteristiche descritte, anche se il sistema agonico risulta ormai quasi emarginato in una parte minore del cervello (ma esso risulta sempre attivo quando vi sono situazioni in cui l'individuo pone l'attenzione sul pericolo del proprio status). I comportamenti elaborati sulla base di questo sistema agonico sono quelli che possono scatenare l'instaurarsi e l'accettazione della dittatura (o comunque di una sottomissione).

### Sviluppo sociale e teoria dell'attaccamento: cause prossime, ultime, filogenesi e ontogenesi
John Bowlby formulò la teoria dell'attaccamento, che rappresenta il contributo più felice ad una lettura dei fenomeni individuali e sociali in termini di risposte a tutti e quattro i perché di Tinbergen. Egli ipotizzò che negli individui è presente un sistema di schemi comportamentali a base innata (sistema dell'attaccamento) frutto anch'esso della selezione naturale in quanto garantiva la sopravvivenza dei bambini grazie a tutti gli atteggiamenti che rispondevano al bisogno di “attaccamento” alla propria madre.
Per Bowlby dunque, i comportamenti non sono il frutto di un'energia che si deve scaricare. Le risposte comportamentali sono piuttosto il risultato dell'elaborazione dell'informazione secondo un modello interpretativo. La teoria dell'attaccamento richiama poi l'attenzione sul dato che nella specie umana vi sono dei periodi sensibili durante i quali è presente una prontezza ad apprendere in maniera rapida le caratteristiche della figura allevante attraverso un processo che viene definito imprinting filiale. (dimostrato anche da alcuni esperimenti di Lorenz).
Sulla base di questa teoria si è poi ipotizzato che un malfunzionamento in questa fase possa implicare problemi anche patologici in età adulta. È stato dimostrato, ad esempio, che i bambini che abbiano sperimentato una madre sensibile ai propri bisogni, percepiscono con maggiore sicurezza e maggiore serenità il mondo (attaccamento sicuro, o di tipo B). I bambini che invece hanno avuto esperienze di rifiuto del loro bisogno di affetto o che abbiano sperimentato madri “imprevedibili” (a volte presenti e a volte no), elaborano nel primo caso un attaccamento di tipo insicuro (tipo A) oppure di tipo ambivalente (tipo C). La qualità dell'attaccamento da quindi luogo alla formazione di rappresentazioni mentali del sé e degli altri, le quali fanno da filtro e da guida nell'elaborazione del mondo circostante per tutta la vita.

### La funzione biologica della trasmissione degli stili interattivi
Hinde sostenne che la tendenza dei piccoli e poi degli adulti a rifarsi a modelli parentali di comportamento nell'affrontare le situazioni sociali e fisiche, sia riconducibile alla selezione naturale. Non si tratterebbe cioè di una mera imitazione (Teoria dell'apprendimento sociale), ma il risultato di forze biologiche selezionate durante il percorso evolutivo (in linea teorica il comportamento dei genitori è quello ideale per vivere nella società in cui si vive).

### Violenza: dialettica tra situazioni sociali competitive, problematiche, di attaccamento ed individuo
Da quanto detto emerge che il comportamento aggressivo o prosociale è la risposta ad una pulsione innata, influenzata dalla qualità di attaccamento ricevuto; l'attenzione viene riposta all'elaborazione di strategie da mettere in atto per contrastare le difficoltà dell'ambiente sociale; tali difficoltà possono distrarre i genitori dai bisogni dei propri figli. L'intreccio di questi fattori possono determinare le esplosioni di violenza delle nostre società. Quindi se le pulsioni all'aggressività e all'altruismo sono entrambe parimenti presenti alla nascita, molti fattori potranno incidere sulla prevalenza di una o dell'altra, producendo (o meno) delle patologie individuali o sociali.

## Il sociale nella mente degli individui tra percezione e cognizione
Finora è stato dimostrato che gli esseri umani appartengono ad una specie animale di tipo sociale, che è nel proprio interesse biologico differenziare i propri comportamenti in base alle caratteristiche degli altri e che le pressioni selettive danno conto sia del comportamento che delle modalità di funzionamento mentale. Inoltre l'economizzazione delle risorse cognitive ci porta ad errori di ragionamento attraverso gli stereotipi e gli schemi con cui valutiamo la realtà sociale. Questa tendenza ad utilizzare al minimo le capacità cognitive (Cognitive miser, avaro cognitivo) è giustificata da una sorta di legittima difesa nei confronti della sovrabbondanza di informazioni a cui si trovavano esposti gli esseri umani. La modalità attraverso cui le persone giungono a costruire il mondo sociale sono le tematiche centrali dell'ambito di psicologia sociale detta social cognition.
In quest'ambito è stato dedotto che l'uomo si comporta come uno scienziato ingenuo, che cerca di comprendere fenomeni ed eventi esterni anche se non possiede gli strumenti adatti. Fiske e Taylor focalizzarono l'attenzione su queste scorciatoie di pensiero, dette euristiche. I modelli psicologici di riferimento sono essenzialmente quelli della gestalt (somiglianza, buona forma, coerenza) e del cognitivismo (maggiore peso ai dati obbiettivi rispetto alle conoscenze precedenti), e si ritrovano in una linea comune rispetto al modo di intendere i processi di percezione e categorizzazione sociale. Secondo Bruner la percezione sociale interagirebbe con le categorie mentali, con le organizzazioni di informazioni presenti in memoria. Questo processo implicherebbe cioè un processo top-down (si partirebbe dalle conoscenze già possedute per arrivare al significato dei dati).

### La categorizzazione sociale
Categorizzazione è un termine usato in psicologia (soprattutto in psicologia cognitiva) per descrivere il processo mediante cui noi raggruppiamo stimoli simili in categorie.
Ad esempio oggetti rotondi con un picciolo in mezzo fanno parte della categoria frutta.
Il motivo della categorizzazione è che il mondo è talmente ricco di stimoli che se dovessimo comprenderli tutti in modo sparso impazziremmo.
Quindi la mente fa una semplificazione raggruppandoli in categorie per facilitarne il riconoscimento.
Ma il processo non si limita a stimoli inanimati, ma si estende anche a stimoli sociali.
Noi raggruppiamo anche le persone in categorie.
Marco fa parte della categoria "amici".
Il motivo è lo stesso degli stimoli inanimati: ci sono troppe persone nel mondo e dobbiamo raggrupparle per riconoscerle tutte.
.
La categorizzazione si basa su fattori come aspetto fisico di una persona, ma comprende anche i comportamenti di una persona (quella persona prega, quindi è della categoria "religiosi".).

#### Le conseguenze della categorizzazione: spiegazione e pregiudizio
Il risultato della categorizzazione è che noi mettiamo in atto un processo che in psicologia sociale è chiamato spiegazione o "inferenza".
In sintesi, noi attribuiamo le cause di un comportamento di una persona al fatto che fa parte di quella specifica categoria.
Altro effetto della categorizzazione è il pregiudizio.
Il pregiudizio è un atteggiamento negativo o positivo nei confronti di gruppi di persone.
.
Il pregiudizio nasce da credenze, da messaggi genitoriali inculcati nella mente dell'individuo quando è piccolo.
Siccome il bambino si fida dei genitori, egli non osa far domande a ciò che gli si dice, ma ascolta gli insegnamenti come se fossero verità inconfutabili.
Questo perché egli ha paura che se contraddice i genitori essi se ne andranno per sempre.
Una variante del pregiudizio è la discriminazione.
è un atteggiamento negativo, questa volta però verso singole persone e non verso gruppi.

### Le impressioni di personalità tra percezione e cognizione
Nel 1946 Solomon Asch pone le basi della social cognition, postulando che quando si osserva una persona o quando si ascolta la descrizione che ne viene fatta, l'impressione che se ne ricava non è il semplice risultato della somma delle caratteristiche osservate o di cui si ha notizia. Asch attraverso la sperimentazione diede la dimostrazione empirica a questa teoria, per cui dimostrò che il bisogno di formare un'immagine coerente della persona da valutare, fa sì che la semplice variazione di un tratto modifichi l'impressione della sua personalità nella sua interezza. Inoltre dai suoi esperimenti si è venuti a conoscenza che vi sono alcuni tratti che si pongono come centrali rispetto ad altri che invece sono periferici (per cui i tratti assumono significati diversi in base al contesto). Infine, è stato scoperto che anche l'ordine temporale con cui le informazioni vengono ricevute influenza fortemente la percezione e la valutazione della personalità di un soggetto (effetto primacy o effetto d'ordine). Si confermerebbe quindi il luogo comune “la prima impressione è quella che conta”.
Gli studi di Brunswik e Reiter portarono alla conferma dell'esistenza di alcuni schemi mentali che orientano in modo preciso le valutazioni sugli individui in base alla configurazione dei volti. Emerge così l'esistenza di alcune teorie implicite della personalità le quali fanno sì che sia possibile andare oltre l'informazione data, togliendo alla vita sociale quella connotazione di caos che altrimenti avrebbe. Inoltre sembrerebbe che nel valutare gli altri saremmo guidati da una sorta di positività pregiudiziale che ci porterebbe ad attribuire alle persone caratteristiche più positive che negative (sindrome di Pollyanna).
In contrasto con le ipotesi di Asch, nel 1968 N. H. Anderson formulò il modello algebrico, di derivazione cognitivista, il quale interpreta la formazione delle impressioni di personalità come l'esito di un'elaborazione di dati che viene condotta in maniera oggettiva e senza alcun filtro da parte di teorie implicite. Secondo Anderson, l'impressione globale sulla personalità di un individuo è la somma di punteggi attribuiti ad ogni informazione di cui si è in possesso, all'interno del contesto specifico. La media delle valutazioni ponderate costituirà l'impressione finale. Questo modello quindi, se da un lato spiega come alcune caratteristiche assumano più o meno valore a seconda del contesto (un chirurgo “accurato”/un maniaco “accurato”), non spiega il cambiamento di significato delle caratteristiche periferiche in base a quelle centrali (effetto alone).

### Le teorie dell'attribuzione
Fritz Heider, già dal 1958, delinea quella che viene detta la teoria dell'attribuzione, la quale cercherebbe di dar conto del modo in cui le persone interpretano le ragioni degli avvenimenti del loro mondo sociale, ad esempio il motivo per cui tendiamo a vedere nelle persone caratteristiche che si mantengono costanti, al di là della mutevolezza del loro comportamento. Heider analizza poi l'importanza della situazione specifica in cui un certo comportamento è prodotto, al cambiamento del quale, noi attribuiamo una differente interpretazione al comportamento e quindi alla personalità di chi stiamo osservando.
Jones e Davis, successivi a Heider, sostennero negli anni sessanta, che gli individui quando devono giudicare le altre persone, si basano essenzialmente sul comportamento messo in atto spontaneamente, e che sono molto attenti ad individuare se sono intenzionali o meno. Se si produce un danno per un incidente, non si è giudicati malvagi, come invece accadrebbe se lo si facesse con intenzionalità. L'intenzione può inoltre suddividersi in due componenti principali: la conoscenza (sono cosciente di poter produrre un danno?) e la capacità (potrei evitare di produrlo?). Jones e Davis si concentrarono quindi sull'individuazione delle intenzioni che spingono ad agire in un dato modo in una data situazione. Un modello di riferimento per valutare queste caratteristiche è quello della desiderabilità sociale. Ovvero, quanto più una persona si comporta secondo modi non desiderabili, tanto più probabilmente quei modi "negativi" ne caratterizzano la personalità. Cosa che non avverrebbe se si trattasse di casi isolati legati alla situazione specifica. Un altro modello è quello della libera scelta. Si tratta cioè di capire se un comportamento è prodotto perché chi lo compie ne sente autonomamente il bisogno oppure perché egli è indotto, in qualche modo, a farlo.
Heider fa dunque notare come uno dei modi con cui gli individui cercano di padroneggiare la realtà sociale è quello di cercare le cause che stanno dietro i comportamenti che osservano attraverso processi di attribuzione:
1. Il locus della causalità (v. Locus of control), ovvero se le cause sono da rintracciare nella persona che ha prodotto il comportamento o nella situazione;
2. Stabilità / instabilità, ovvero se si tratta di caratteristiche interne stabili (personalità) o instabili (eccezionalità), o di cause esterne stabili (norme sociali) o instabili (fortuna, meteo, ecc.);
3. La controllabilità, ovvero se le cause sono controllabili o meno dall'individuo.

Tutti questi elementi configurano quindi un modello tridimensionale. Secondo Harold Kelley (1967) per rispondere a questi quesiti applichiamo un vero e proprio metodo scientifico, analizzando in che modo le cause covariano gli effetti.

### Errori e giudizi tendenziosi nelle spiegazioni causali
I modelli di Jones e Davis e di Kelley assumono che gli individui utilizzano strategie cognitive di tipo razionale: partono da ciò che osservano per arrivare ad individuare le disposizioni stabili degli attori o rintracciare spiegazioni che siano a carico della situazione. Le ricerche condotte tra gli anni sessanta e settanta dimostrarono che il comportamento psicologico di ciascuno di noi è dedito ad errori sistematici dato che abbiamo la tendenza a cercare risposte che siano le più coerenti ma anche le più rapide possibili.
Jones e Richard E. Nisbett sottolinearono poi come siamo portati ad attribuire al nostro comportamento fattori situazionali e al comportamento degli altri, i fattori disposizionali. Questo modo sistematico di distorcere la realtà nell'interpretare il comportamento altrui, è stato chiamato da Ross “errore fondamentale di attribuzione”. Tale meccanismo sembrerebbe attivarsi in maniera del tutto automatica e inconscia, poiché ciascuno di noi è portato a prestare molta attenzione alla persone che mette in atto un dato comportamento e ad ignorare la situazione in cui questo viene prodotto.
Invece, nella comprensione dei propri comportamenti, l'individuo possiede molte più informazioni su sé stesso, pertanto sarebbe portato a osservare più l'esterno concentrandosi così più sulla situazione che sulla propria personalità. Vi è però anche una tendenza a incorrere in errori di giudizio sulla base di spinte motivazionali: il desiderio di considerare noi stessi positivamente fa sì che si attivi un meccanismo (self serving bias di attribuzione) il quale ci fa attribuire i successi a nostre cause interne, mentre gli insuccessi alle cause esterne.
Il meccanismo del self serving bias si produce non solo per spiegare il proprio comportamento, ma esso si attiva anche per spiegare il comportamento degli altri in diversi contesti relazionali (ad esempio nella coppia si tende ad attribuire all'altro/a le colpe e a sé stessi i meriti). Lo stesso meccanismo poi viene utilizzato anche a favore dei propri gruppi di appartenenza (group serving bias) per cui i successi sarebbero dovuti ai membri del gruppo, mentre gli insuccessi ai fattori esterni.
La tendenza a percepire sé stessi in termini favorevoli è rintracciabile anche in altri ambiti. Le persone infatti si reputano al di sopra della media (non capiterà a me quella sfortuna). Si tratterebbe di una sorta di ottimismo irrealistico correlato ad una forte illusione di invulnerabilità (io non ho bisogno di indossare le cinture di sicurezza).
La visione distorta del mondo avviene anche con l'idea comune che le altre persone debbano avere le nostre stesse opinioni (falso consenso) secondo meccanismi che pongono noi stessi al centro del mondo e che ci portano a generalizzare le nostre opinioni anche sugli altri individui. Sulla base di questo principio siamo poi portati a credere che nelle nostre abilità e successi siamo unici, mentre nelle nostre debolezze siamo simili a tutti gli altri (sono l'unico a pagare le tasse, non pago le tasse perché non lo fa nessuno), secondo un modello detto di “falsa unicità”.
Secondo Taylor e Brown questi atteggiamenti sono il frutto della selezione naturale per cui il self serving bias assicurerebbe una vita più serena e soddisfatta, favorendo così chi lo possiede. L'illusione del controllo è la diretta conseguenza di questi atteggiamenti, per cui ci sentiamo padroni del nostro destino e riteniamo responsabili gli altri delle nostre sfortune. Da questi presupposti si possono anche generare comportamenti negativi come quello di attribuire caratteristiche negative a gruppi emarginati, nell'idea che noi vivremmo in un mondo giusto (se sei povero è perché te lo meriti).

### Le euristiche di giudizio
Le euristiche di giudizio (così chiamate da Tversky, Kahneman, Nisbett e Ross) sono le scorciatoie mentali le quali vengono utilizzate per prendere una decisione o esprimere una valutazione quando ci si trova in situazioni particolarmente complesse. Le euristiche possono essere di diverso tipo:
1. Euristica della disponibilità, quando viene emesso un giudizio sulla probabilità di frequenza di un evento (qual è il tasso disoccupazione? Anche se non disponi di informazioni necessarie per rispondere?);
2. Euristica della simulazione, quando dobbiamo emettere un giudizio sulle probabili reazioni di un'altra persona di fronte ad un evento (come reagirà papà alla bocciatura all'esame?);
3. Euristica della rappresentatività, ovvero la probabilità che una certa persona o un certo evento rientri in una data categoria (una persona timida, introversa e attenta, probabilmente sarà uno stuntman o un contadino?);
4. Euristica di ancoraggio, quando una serie di giudizi si avvicinano il primo (l'esaminatore inizia con un bravo allievo, sarà portato a trattare molto bene anche i successivi).

### Schemi e categorizzazioni
L'insieme strutturato e organizzato di conoscenze di cui disponiamo quindi nei nostri giudizi, prende il nome di “schema”. Ad esempio, tutti possediamo degli schemi di eventi, dei veri e propri “copioni” che verranno utilizzati in date circostanze (al ristorante, ci sediamo, ordiniamo, mangiamo, paghiamo). Possediamo anche degli schemi di persone (da un individuo estroverso ci aspettiamo un comportamento piuttosto che un altro), e anche degli schemi del sé (una persona che si ritiene indipendente ricorda tutti i momenti in cui si è comportato in questo modo). Vi sono poi gli schemi di ruolo (madre, padre, professore, ecc.) attraverso i quali ci aspettiamo determinati comportamenti in base al ruolo svolto da un individuo. Zimbardo provò l'importanza degli schemi con l'esperimento che ricorda la trama del film The Experiment.
Abbiamo 4 tipi di schemi in psicologia sociale.
Schemi di persone, di ruoli, di sé, di eventi e azioni.
Nelle nostre relazioni con gli altri siamo pure guidati da vari schemi, detti di gruppo (gli anziani, le donne, i giovani, ecc.) che danno così luogo agli stereotipi i quali sono così fissati nella nostra mente che resisteranno anche di fronte ad evidenti comportamenti contrari rispetto alle previsioni (in alcuni casi si creano dei sottogruppi per mantenere salde le basi dello stereotipo).
A guidare le nostre impressioni sugli altri interviene un meccanismo che pone al centro dell'attenzione la salienza (caratteristiche inusuali). È questo il caso per cui in un tram notiamo facilmente un extracomunitario in quanto “saliente” rispetto al resto degli individui.
Inoltre sarebbero le prime informazioni a far sì che si attivi uno schema piuttosto che un altro sulla base di quello che viene definito “effetto primacy”. Correlato a questo, esisterebbe anche un "effetto priming"", il quale tiene conto dell'idea che ci si è fatti sulla base di caratteristiche parziali, l'interpretazione delle quali determineranno il giudizio complessivo anche dopo l'aver appreso le altre informazioni (se ho attivato uno schema positivo, elaborerò in senso positivo anche le successive informazioni e viceversa).
In sociologia esiste una legge detta della “profezia che si autoavvera” (se tutti pensano che la borsa crolla, essa crolla davvero). Lo stesso meccanismo avviene anche nei rapporti con le persone. Snyder, Tanke e Berscheid lo hanno dimostrato con degli esperimenti (chiedendo a dei ragazzi di telefonare a delle ragazze e facendogli credere che fossero particolarmente carine, entrambi i soggetti si comportarono di conseguenza, nonostante la realtà fosse differente). Vi è dunque negli esseri umani una tendenza a cercare di confermare le proprie ipotesi, processo che fa sì che la credenza crei la realtà.

## Gli atteggiamenti
Louis Leon Thurstone e E. J. Chave pubblicarono la monografia La misura dell'atteggiamento nel 1929, per la prima volta venne usato un sistema preciso per conoscere e misurare gli atteggiamenti. La tecnica usata per studiare e misurare gli atteggiamenti è tuttora nota come "Metodo di Thurstone" o "Metodo degli intervalli soggettivamente uguali".
Successivamente Carl Hovland iniziò a lavorare intensamente nell'area ancora poco sviluppata della psicologia sociale durante la seconda guerra mondiale, il suo ruolo principale era condurre esperimenti sull'efficacia dei programmi di addestramento e informazione che avevano lo scopo di influenzare la motivazione degli uomini nelle forze armate statunitensi. Dopo la guerra tornando alla Yale University fondò il programma "comunicazione e cambiamento degli atteggiamenti", uno studio sulle condizioni in cui è più probabile che le persone cambino i loro atteggiamenti in risposta a messaggi persuasivi. Per 15 anni Hovland e il suo gruppo hanno studiato sistematicamente diversi modi di presentare argomenti, fattori di personalità e processi di giudizio che entrano nel cambiamento di atteggiamento. Il risultato di questo programma fu la pubblicazione, a partire dal 1953, di 4 influenti volumi sulle determinanti della persuasione come le variabili relative al comunicatore, alla comunicazione ed al contesto in relazione al cambiamento degli atteggiamenti visto anche come una forma di apprendimento

### Atteggiamenti, cambiamento e coerenza cognitiva
Fritz Heider formulò la teoria dell'equilibrio cognitivo, secondo cui gli individui sono spinti da forze interne a tenere in equilibrio le proprie cognizioni relative ad un dato oggetto, o un gruppo di oggetti che siano legati gli uni con gli altri. Quando per qualche ragione tale equilibrio viene a mancare, le persone cercherebbero immediatamente di ripristinare una condizione di coerenza. Per queste ragioni le relazioni sarebbero costituite da una configurazione triadica formata da:
1. Un atteggiamento verso un'altra persona;
2. Un atteggiamento verso un oggetto;
3. La percezione del modo in cui l'altra persona valuta l'oggetto target.

Quindi se due persone hanno lo stesso atteggiamento verso lo stesso oggetto, stanno bene insieme, creando un “quadro” coerente dotato di buona forma. 

Le situazioni squilibrate invece creano tensioni spiacevoli e le persone, per eliminare il disagio, cercano di riequilibrare il sistema (a Federica piace Claudio, ma non il calcio. O si convertirà e accetterà il calcio, o Claudio la abbandonerà, o il rapporto finirà). 

Il passaggio da una condizione di squilibrio ad una di equilibrio avviene attraverso quello che viene detto “il principio dello sforzo minore”.
Le emozioni giocano poi un ruolo molto importante nel formulare un'idea su un individuo o un comportamento. L'emozione che ci scaturisce da un dato comportamento produce, per un effetto di razionalizzazione, l'elaborazione di un'idea che ne sia correlata (se un dittatore commette una strage, noi lo disprezziamo o il nostro partner è buono e intelligente, perché ne siamo attratti).
A tal proposito Leon Festinger sviluppò la teoria della dissonanza cognitiva, secondo cui l'incoerenza atteggiamento-comportamento è riconducibile a due situazioni: produzione di decisioni in regime di libera scelta e che siano contrari ai nostri atteggiamenti (comportamenti contro-attitudinali). È il caso della scelta tra un lavoro noioso ma ben ricompensato, oppure uno piacevole ma economicamente precario. Qualsiasi sia la scelta finale tenderemo a massimizzare i lati positivi e a minimizzare quelli negativi, convincendoci infine, di aver fatto la scelta giusta.
Festinger e Carlsmith provarono, attraverso degli esperimenti, come il mutamento delle proprie convinzioni avvenga più facilmente ricevendo una ricompensa piccola piuttosto che una grande. Il principio regge sul fatto che una grande ricompensa possa condurre un comportamento contrario alle proprie attitudini, ma noi non cambieremmo le nostre attitudini. Invece se supportati da una piccola ricompensa saremo portati a credere che se abbiamo commesso un comportamento per “così poco”, evidentemente lo approviamo. Allo stesso modo, la piccola punizione sarà più efficace della grande punizione (è il caso della buona educazione a cui consegue una interiorizzazione delle norme sociali).
Si pone dunque centrale, la quantità di libera scelta che l'individuo possiede o pensa di possedere nel esprimere un determinato comportamento. Ulteriori elementi che producono un cambiamento dei propri atteggiamenti sono le conseguenze (previste o prevedibili) e l'irrevocabilità. Per cui dopo aver preso una decisione, sulla quale non si potrà tornare indietro, e/o che abbia prodotto delle conseguenze negative, saremo portati a legittimare il comportamento ormai eseguito.

### La teoria dell'autopercezione
Daryl J. Bem produsse poi la teoria dell'autopercezione, secondo la quale, osservando ciò che facciamo inferiamo cosa ci piace e cosa ne pensiamo al riguardo. Tale teoria porta alle stesse previsioni della teoria di Festinger, ma mentre quest'ultimo vede negli atteggiamenti delle predisposizioni durevoli, Bem sottolinea che gli atteggiamenti sono solo delle affermazioni casuali, prodotti sulla base dei comportamenti che finora abbiamo avuto. Questa teoria spiega quindi quel processo per cui passiamo da un'idea di piacere, nel produrre un comportamento, a un'idea di obbligo (gioco a tennis perché mi piace, ma se sono pagato per farlo diventa un obbligo e non una passione).

### Gli atteggiamenti: un modello tripartito
Gli atteggiamenti appaiono così costituiti da più parti:
- componente cognitiva, le credenze, le conoscenze, ecc.;
- componente emotiva, affettiva, emozionale;
- componente comportamentale.

Tutte e tre queste componenti hanno una loro dimensione valutativa e possono esprimere la positività o la negatività dell'atteggiamento. Breckler dimostrò come queste componenti fossero distinte le une dalle altre, ma che allo stesso tempo fossero interrelate. Allport diede una definizione degli atteggiamenti in linea con il modello comportamentista e con le social learning theories, enfatizzando il ruolo delle esperienze del passato nella formazione degli atteggiamenti. Krech e Crutchfield diedero invece una definizione degli atteggiamenti all'interno di una prospettiva cognitivista per cui l'enfasi viene posta sull'organizzazione mentale e sulle capacità strutturanti e costruttive dei processi cognitivi. Ma la definizione di atteggiamento più soddisfacente arrivò dai lavori di Zanna e Rempel, secondo i quali, pur mantenendo la distinzione tra componenti cognitive, affettive e comportamentali, tutte e tre le parti confluirebbero in quel miscuglio di processi percettivi che contribuiscono alla costruzione e ricostruzione della realtà sociale.

### Atteggiamenti e comportamento
Il processo di cambiamento degli atteggiamenti è quindi il risultato di esigenze di tipo cognitivo e motivazionale interne agli individui. L'atteggiamento è quindi anch'esso una struttura cognitiva che fa parte della memoria a lungo termine ed è dotato delle stesse caratteristiche degli schemi, delle categorie, ecc. Hovland e Sherif elaborarono poi la teoria del giudizio sociale che determinerebbe il processo per cui tendiamo a ricordare di più i nostri atteggiamenti che sono coerenti con il resto della società piuttosto che quelli contrari. Wicker notò che non vi sarebbe invece alcuna relazione tra atteggiamento e comportamento (coloro che si dichiarano religiosi non è detto che vadano a messa, ecc). Ajzen e Fishbein mostrarono poi che sia il comportamento che gli atteggiamenti sono caratterizzati da quattro elementi diversi: l'azione (prendere la pillola); l'oggetto (il controllo delle nascite); il contesto (è un'azione inusuale?); il tempo (quando si compie questo comportamento?). In base a questi elementi è possibile rintracciare una correlazione tra atteggiamento e comportamento solo quando sono tutti presenti in maniera generale e danno vita a più comportamenti (se voglio controllare le nascite, dovrò essere costante nel tempo, e dovrò utilizzare tutte le precauzioni. Altrimenti se userò solo una volta la pillola, non vi sarà un atteggiamento vero di voler controllare le nascite).
Ajzen e Fishbein continuarono il proprio lavoro sviluppando la teoria dell'azione ragionata, basata sull'idea che le persone si comporterebbero in maniera razionale, attraverso la quale sarebbe possibile fare una serie di previsioni: L'intenzione esplicita di voler produrre un dato comportamento; L'idea che ha la persona di quel comportamento (lo trova legittimo o riprovevole?) e l'idea che dello stesso comportamento ha la società (secondo la stessa persona); La credenza sulla probabilità degli esiti (questo comportamento produrrà i suoi frutti?); La motivazione soggettiva (per quale fine ultimo? Per compiacere qualcuno? ecc.). A questo modello presto Ajzen aggiunse un ulteriore elemento: La percezione del controllo sull'esito dell'azione (credo di farcela a dimagrire? Altrimenti non ci provo neanche). Inoltre vi sono poi degli elementi esterni (se ho intenzione di fare uso di droga, ma non conosco uno spacciatore, non potrò eseguire il comportamento specifico). Infine, Manstead, Proffitt e Smart aggiunsero ancora, che anche le abitudini e le esperienze passate influenzano i comportamenti (il primo allattamento, al seno o artificiale, condiziona nella madre, la scelta della modalità del secondo allattamento).

### La funzione psicologica degli atteggiamenti
Gli atteggiamenti hanno varie funzioni nella organizzazione psicologica degli individui:
- funzione di adattamento sociale (ad esempio pregiudizi razziali e identità etnica);
- funzione di definizione del self (rafforzamento della propria identità personale);
- funzione di espressione dei valori;
- funzione ego difensiva (xenofobia causata dalla paura del diverso);
- funzione conoscitiva (indirizzamento della memoria, del pensiero, ecc.).

### Comunicazione e persuasione
Gli atteggiamenti funzionano quindi come una cerniera tra ciò che è sociale e ciò che è individuale. Il cambiamento di un atteggiamento nella sua totalità è per lo più da ricondurre all'influenza sociale e alle capacità persuasive degli altri. Hovland si interessò proprio a quest'ultima questione, analizzando la comunicazione persuasiva in termini di un sistema composto da una serie di componenti.
- In primo luogo bisogna tenere presenti gli stimoli esterni quali: la fonte (chi emette il messaggio? È credibile?), essa pare più persuasiva quando è ritenuta simile a sé stessi e se è rappresentativa del proprio gruppo di appartenenza; il messaggio (è comprensibile? Ha toni emotivi? È articolato in argomentazioni inoppugnabili?) è tanto più persuasivo quanto più l'ascoltatore è motivato ad ascoltarlo (nelle sue argomentazioni, o in casi di disinteresse, nella sua lunghezza o nel numero di argomenti posti). Impatto psicologico hanno inoltre l'ordine delle argomentazioni (effetto primacy), l'esplicitazione delle conclusioni e il modo con cui si articolano i punti di vista. La comunicazione persuasiva utilizza in generale, ad esempio per fini propagandistici, l'emotività (rabbia, ostilità, paura, …). L'oggetto, verso cui avere un certo atteggiamento; la situazione o contesto (la quale può produrre distrazione o contro-argomentazione). La distrazione è un elemento che funziona come un'arma a doppio taglio: se è poca, facilità la persuasione, se è troppa l'azzera.
- In secondo luogo bisogna considerare il target, l'audience, ovvero la persona o le persone che ricevono il messaggio. L'audience infatti può essere più o meno predisposta all'essere d'accordo con il messaggio. Un atteggiamento iniziale positivo o negativo, produce infatti una selezione di certi messaggi piuttosto che altri.
- Una terza variabile è costituita dallo spettro di risposte che il messaggio persuasivo può produrre nell'audience. L'inevitabile tensione che viene prodotta da un messaggio persuasivo, il quale ovviamente contrasta con la nostra posizione attuale, se non si risolve in un cambiamento di atteggiamento, può portare, per esempio, a screditare la fonte (è il caso degli avvocati o dei politici, quando in malafede, non avendo contro-argomentazioni solide, screditano l'accusa o gli avversari). Inoltre il messaggio può anche giungere distorto, può essere appreso solo in parte, può essere rivisitato, può essere dimenticato, in alcuni casi può non essere accettato (contro ogni evidenza) o infine, può dare vita ad un dibattito.

Grobel analizzò come la televisione possa divenire uno dei principali strumenti di strategia militare, utilizzando una comunicazione persuasiva focalizzata alla creazione dell'immagine del nemico. Quando i media (in accordo con i governi) vogliono favorire nell'opinione pubblica l'accettazione di una guerra, offrono un'immagine stereotipata, semplificata e negativa delle altre persone e degli altri gruppi. Scopo di una comunicazione persuasiva di tipo bellico è non solo quello di far entrare in guerra la popolazione, ma anche di giustificare la violenza, di distrarre dalle colpe e dai problemi che gravano sul gruppo di appartenenza, di rafforzare il noi (in chiave straordinariamente positiva) mediante la definizione del loro (in chiave negativa).

#### Strategie di cambiamento degli atteggiamenti
Secondo l'ottica comportamentista la formazione e il cambiamento degli atteggiamenti avviene sulla base dei principi del rinforzo, quindi sui paradigmi del condizionamento classico e del condizionamento operante. Ad esempio, nella pubblicità, per favorire un atteggiamento positivo verso un determinato prodotto, questo viene associato ad una situazione piacevole (relax, regali, sensualità). Inoltre, a causa dell'effetto esposizione ([mere] exposure effect),  la semplice esibizione continua di un prodotto induce a renderlo piacevole. (Robert Zajonc dimostrò questo effetto, attraverso l'esposizione di diverse foto alcune delle quali uguali. Queste risultarono infine le più gradite). Da sottolineare che l'effetto esposizione produce l'effetto opposto quando è fin troppo ripetuto. Vi sono poi gli stimoli subliminali che incidono sulle nostre valutazioni (messaggi di frazioni di secondo o criptate, leggibili però a livello inconscio).
Quindi, l'associazione (con cose e persone di cui abbiamo un giudizio positivo), il rinforzo (aver ricevuto premi, o comunque buone sensazioni insieme all'oggetto in questione) e l'imitazione (di un idolo, di un punto di riferimento, ecc.) possono favorire il cambiamento dei nostri atteggiamenti.
Irving Lorge teorizzò, dopo diversi studi, che il modo con cui stabiliamo degli atteggiamenti è totalmente cieco e dipende dalle associazioni che facciamo in maniera passiva con elementi che niente hanno a che fare con il contenuto di ciò che si valuta (scambiando le citazioni di leader democratici e di dittatori, le frasi attribuite erroneamente a questi ultimi vengono disprezzate e viceversa).

### L'approccio di Asch e la Gestalt Theorie
All'analisi di Lorge, Solomon Asch diede un'interpretazione completamente diversa: il giudizio negativo o positivo dato alle citazioni non sarebbe basato sull'irrazionale associazionismo che ne facciamo con il falso autore, bensì con l'interpretazione che di queste frasi, l'idea dell'autore ci fa fare (ogni tot anni occorre una rivoluzione, ha un senso differente se pronunciato da un democratico o da un dittatore).

#### Le teorie dell'elaborazione sistematica
A partire dagli anni sessanta e settanta, sono gli approcci cognitivi a dominare la ricerca sugli atteggiamenti e il loro cambiamento. Secondo la teoria della risposta cognitiva di Greenwald, la formazione e il cambiamento degli atteggiamenti può essere spiegato in termini di valutazioni razionali soggettive dei pro e dei contro. Ci baseremmo cioè sulla totalità delle informazioni (figura nuova) che abbiamo nell'interpretare un comportamento e non sulla loro semplice somma.
Si attiverebbe quindi un'analisi di aspettativa-valore secondo la quale cercheremmo di pensare a: i possibili esiti di questa decisione; il valore che diamo a questi esiti (positivo, molto positivo, negativo, ecc.); quanto questi esiti sono probabili (esito positivo molto probabile, esito negativo poco probabile, ecc.). L'atteggiamento sarà quindi il risultato della nostra utilità soggettiva che verrà misurata in termini di prodotto del valore degli esiti per l'aspettativa relativa di essi (es. vado a una festa? Si perché molto probabilmente mi divertirò ballando. No perché molto probabilmente mi annoierò perché non si ballerà.).

#### Il modello della probabilità dell'elaborazione
Petty e Cacioppo formularono il modello della probabilità dell'elaborazione nel 1986. Questo modello evidenzia come le persone utilizzano entrambe le strategie (passive e attive) nell'esposizione a messaggi persuasivi. A volte si è disposti ad andare al centro della questione e mettersi in gioco, ascoltando bene le argomentazioni (percorso centrale della persuasione); a volte invece, non si è disposti ad ascoltare approfonditamente un discorso (percorso periferico della persuasione). La probabilità che l'ascoltatore usi un percorso piuttosto che un altro dipende da una serie di fattori di tipo individuale tra i quali la motivazione e l'abilità. Anche il semplice umore determina l'attivazione di un percorso piuttosto che un altro (l'umore negativo favorisce l'approfondimento, quello positivo invece predilige la poca voglia a rovinarselo). In ogni caso, l'esito del cambiamento di atteggiamento è differente in base al percorso intrapreso: il percorso centrale produce cambiamenti profondi, quello periferico produce invece cambiamenti superficiali.

## Influenza sociale e conformismo

### Dal conformismo all'obbedienza distruttiva
Per influenza sociale si intendono quei cambiamenti che si verificano nei giudizi e nelle opinioni quando un individuo si trova esposto a giudizi e opinioni altrui. Il conformismo implica l'essere influenzati da ciò che fanno gli altri fino al punto di fare volontariamente delle cose, che non si farebbero se si fosse da soli. Si parla invece di interiorizzazione delle norme del gruppo, quando accediamo ai giudizi e ai comportamenti altrui per giustificare i nostri. Può inoltre accadere che ci conformiamo agli altri perché ce l'hanno chiesto (conformismo pubblico), o perché non potevamo fare altrimenti (acquiescenza, obbedienza a chi riteniamo abbia l'autorità per imporci un dato comportamento). In ogni caso, gli esseri umani, con solo la loro compresenza si influenzano a vicenda incidendo sui nostri comportamenti.

### L'influenza sociale sulla prestazione
Norman Triplett fu il primo a trovare risposte scientifiche al fenomeno dell'influenza sociale (esperimento del lavoro di gruppo). Zajonc introdusse poi un principio fondamentale nella materia, basandosi sulla teoria delle pulsioni di Hull-Spence. Secondo Zajonc, il pubblico, con la sua sola presenza crea negli individui uno stato di eccitazione che avrebbe come conseguenza un'attivazione della prontezza a rispondere. L'influenza sociale viene poi distinta in base ai possibili effetti che essa può avere: effetto di facilitazione (competizione tra più individui su compiti risolvibili); effetto inibizione (compiti difficili, che è più facile risolvere da soli). Inoltre, quando si è molto preparati sull'azione da compiere, il pubblico ha un effetto di facilitazione (sostenere un esame, fare una partita, ecc., sapendo di esserne capaci); al contrario, quando non ci si sente preparati, si teme il giudizio del pubblico e si ha un effetto inibitorio. Tuttavia, secondo Cottrell, l'avere delle persone che ci osservano, ci rende apprensivi e ci attiva in quanto vogliamo fare una bella figura in pubblico (si tratterebbe quindi di una risposta appresa e non innata). Baron aggiunse poi il principio per cui l'eccitazione sarebbe dovuta al conflitto, che scaturirebbe dalla presenza di un pubblico, tra la motivazione a prestare attenzione al giudizio del pubblico e quella di prestare attenzione al compito.
Un gruppo non solo aumenta la prontezza d'azione dei singoli, ma spesso porta anche alla perdita del senso di responsabilità individuale, a seguito di un fenomeno che Gustave Le Bon chiamò “di contagio sociale”. Festinger, Pepitone e Newcombe definirono questo fenomeno come de-individuazione, processo che porterebbe alla perdita dei freni inibitori e alla forte identificazione con gli scopi e le azioni del gruppo, con l'idea che la responsabilità sia diffusa per tutto il gruppo. Ringelmann fu il primo a descrivere il fenomeno dell'inerzia sociale, attraverso alcuni esperimenti dimostrò che vi è una relazione inversamente proporzionale tra il numero di persone che compongono il gruppo e la prestazione dei singoli e che il risultato collettivo equivale a circa la metà della somma dell'impegno di ciascuno (se fosse solo). Egli interpretò questo fenomeno in termini di perdita o di mancanza di coordinazione. Stroebe e Frey aggiunsero che alla perdita di coordinazione si aggiunge la perdita della motivazione, secondo quello che viene detto “effetto free-rider”. Quindi l'influenza degli altri si esprime in termini di facilitazione sociale, la quale porta ad un miglioramento delle prestazioni se si tratta di compiti facili o prove in cui sono molto preparati. Quando invece le persone fanno parte di un team dove i loro sforzi individuali non possono essere o non sono valutati, scatta l'effetto Ringelmann e il gruppo ha un impatto in termini di indolenza sociale.

### L'influenza della maggioranza
Conformarsi a quello che gli altri pensano o fanno è una risposta adattiva che permette al gruppo di mantenersi coeso, consentendo la formazione delle norme sociali. Può però diventare un meccanismo disadattivo se tarpa le capacità critiche individuali.

#### La formazione delle norme sociali
Quando gli individui interagiscono all'interno di un gruppo, finiscono con l'influenzarsi pesantemente l'un l'altro fino a convergere, venendosi così a formare un atteggiamento conformista che fa da sfondo all'affermazione delle norme sociali. Sherif dimostrò che l'interazione sociale porta le persone a fare confluire i loro punti di vista in una norma comune condivisa, pertanto, uniformarsi ad essa dà la possibilità di usufruire in maniera rapida di tali conoscenze e consente di affrontare senza rischi eccessivi le difficoltà della vita sociale.

#### Il conformismo e il paradigma di Asch
Il paradigma di Asch, elaborato negli anni cinquanta a seguito di una serie di esperimenti, postula che con una media di una su tre, la risposta data da un individuo a una domanda è conformata alla risposta data dalla maggioranza, anche quando l'individuo crede che tale risposta sia sbagliata.

#### Le ragioni del conformismo
Asch prova quindi che la gente si conforma a quello che pensano gli altri anche se questo è in palese contrasto con la propria percezione del mondo (soprattutto di fronte a un pubblico). Le ragioni del conformismo risiederebbero nelle risposte che ognuno si dà a due domande che tutti ci poniamo prima di esprimere un giudizio di fronte agli altri: la mia opinione è corretta? Gli “altri” ci approvano? Accettare il giudizio degli altri significa accettare implicitamente l'ipotesi che gli altri abbiano più informazioni di noi. Viene definita pressione informazionale, quella che fa sì che gli individui accettino le opinioni del proprio gruppo. Un ulteriore motivo per cui conformarsi risiede nel bisogno di piacere e di essere accettato (pressione normativa). Nel primo caso (problema di informazione) cambieremo le nostre opinioni in maniera profonda; nel secondo caso invece (norme sociali), solo superficialmente.
Più un gruppo è coeso, più i suoi membri tenderanno a mantenere saldi (conformandosi) i valori e le norme sociali. La grandezza del gruppo è anche determinante, Asch provò che un numero inferiore a tre membri, sarebbero troppo poco, e al contrario, superiore a quindici membri sarebbero in troppi.

### L'influenza della minoranza e la conversione
La minoranza può effettivamente cambiare le posizioni della maggioranza (come la storia umana insegna). La forza persuasiva della minoranza è da rintracciare nello stile di comportamento che essa utilizza, la cui componente più importante è la coerenza (sia a livelli intraindividuali, sia interindividuali). A queste condizioni si potrà avere un cambiamento di opinioni nella maggioranza (conversione). Al contrario dell'influenza della maggioranza, la minoranza quando incide, incide molto profondamente negli individui. Questo perché la minoranza stimola un processo di validazione, ovvero un processo cognitivo che porta a trovare le ragioni che fanno sì che la minoranza mantenga nel tempo le sue posizioni in maniera coerente.
Inoltre, Nemeth ha fatto notare che la minoranza induce un'attivazione mentale che va oltre quello che essa vuole (pensiero divergente), al contrario della maggioranza (pensiero convergente).

### I processi decisionali all'interno dei gruppi
In genere si crede che i gruppi siano più in grado degli individui nel prendere delle buone decisioni, dato che i gruppi possiedono maggiori informazioni. In realtà, secondo gli esperimenti di Sherif, si verificherebbe solo un effetto normalizzazione, il quale da conto del comportamento delle persone quando si trovano ad emettere un giudizio personale all'interno di un gruppo (decisione individuale), ma non da conto dei processi di presa di posizione di gruppo (decisione collettiva).
Stoner, negli anni sessanta, provò che i gruppi non prendono affatto decisioni più moderate dei singoli, anzi è vero il contrario, si verificherebbe un fenomeno detto dello “spostamento verso il rischio”. Qualunque sia il tema della discussione, i gruppi tendono a spostarsi dunque verso posizioni estreme, nella direzione verso cui, in media, i singoli sono già orientati (polarizzazione di gruppo). La polarizzazione da conto, in pratica, del rafforzamento dovuto alla discussione di gruppo, di una posizione che era già dominante (anche se inespressa). Le spiegazioni di questo processo possono essere la maggiore disponibilità di informazioni (influenza informazionale) o il desiderio di dare un'impressione positiva che spinge i membri a seguire quelli più temerari o coraggiosi (pressioni normative).
Janis descrisse il caso di estrema polarizzazione di gruppo, processo che può portare a decisioni completamente sbagliate a causa di una sensazione di invulnerabilità data dalla forte coesione del gruppo. Questo tipi di gruppi è caratterizzato dalla presenza di un leader. Sulla base di questo modello (chiamato group think, pensiero di gruppo), Janis interpreta alcuni grandi errori storici come quello di Kennedy, conosciuto come “operazione baia dei porci” a Cuba.

### L'influenza dei singoli e le strategie del potere sociale
Raven classificò le varie forme di potere sociale utilizzando, come categorie di analisi, le risorse che i singoli utilizzano più o meno consapevolmente per poter influenzare gli altri. (1) Potere da ricompensa (cosa posso prometterti in cambio?); (2) potere coercitivo (come posso minacciarti? O punirti?); (3) potere da competenza (conoscendo le competenze di un individuo, ci fidiamo o meno. È il caso dei medici); (4) Potere dell'informazione (come posso argomentare? Anche se non sono esperto); (5) Potere di riferimento (se il mio modello è una rock star, mi farò convincere facilmente da essa); (6) Potere legittimo (anziano, madre, padre, ecc., ma anche capo ufficio, forze armate, ecc).

### L'influenza sociale dell'autorità e l'obbedienza distruttiva
Gli esseri umani, attraverso i processi di socializzazione all'interno e all'esterno della famiglia, apprendono ad obbedire a chi ha l'autorità per farlo. L'obbedienza ha alla sua base, la consapevolezza che chi detiene legittimamente il potere ha l'autorità e il diritto di chiederci di obbedire. Negli anni sessanta, Milgram condusse una serie di esperimenti che portarono alla scoperta della “obbedienza distruttiva” (far somministrare ad un individuo, shock elettrici da parte di un altro individuo, fino alla sua ribellione, qualora si verificasse). Attraverso questi esperimenti Milgram provò che l'autorità legittima può indurre qualsiasi persona normale a mettere in atto crimini distruttivi. La spiegazione risiede nel fatto che siamo abituati ad obbedire chi ha autorità, quindi se questa autorità ha fini malvagi sarà difficile per noi opporci. Gli esperimenti misero poi in luce che la distanza sia fisica che emotiva dalla vittima fosse una variabile importante (non vedere la vittima fa aumentare la disponibilità ad obbedire; la presenza fisica dell'autorità induce a maggiore obbedienza; il comportamento degli altri determina maggiore o minore obbedienza; infine, grande importanza risiede nella percezione della propria responsabilità - mi è stato ordinato di farlo, io eseguo solamente l'ordine).

## L'interazione nei gruppi

### Che cosa è un gruppo
Si parla di gruppo quando gli individui che ne fanno parte hanno per lo meno la potenzialità di avere tra di loro delle interazioni, e quando tra i membri vi è un'interdipendenza. Quindi non è la somiglianza o la diversità che decide se due individui appartengono allo stesso gruppo, ma l'interazione sociale. Secondo Lewin non è rilevante la grandezza del gruppo, ma la sua articolazione, pertanto occorrerebbe utilizzare modelli in scala ridotta dei gruppi sotto esame. Le definizioni di Lewin però sono molto restrittive e portano a considerare solo gli aspetti principali dei gruppi, tralasciando tutte le altre interazioni minime (per Lewin, i viaggiatori di un aereo non costituiscono un gruppo). Non sono da intendere gruppi le categorie sociali (donne, bambini, pensionati, ecc.), ne il pubblico o la folla. Sono invece gruppi i team, le squadre, i gruppi di lavoro, la famiglia, le istituzioni (scuola, chiesa, ecc.).

### La struttura del gruppo
I gruppi sociali sono quindi distinguibili per grandezza (anche una coppia di fidanzati è un gruppo) e durata (in una famiglia entrano nuovi membri, mentre altri si perdono), per scopi e valori. La struttura sociale di ogni gruppo si basa sul fatto che ogni membro abbia al suo interno uno status, ovvero una posizione più o meno duratura, lungo una scala gerarchica. Secondo la teoria delle aspettative circa lo status, questa collocazione avviene a seguito di quelle che sono le aspettative del gruppo circa le capacità e le competenze dei singoli membri. In alcune organizzazioni lo status e i ruoli sono espliciti e definiscono in maniera chiara i comportamenti possibili. A seguito di questa organizzazione, vengono create anche delle norme sociali a cui tutti devono attenersi. Levine e Moreland individuarono alcuni ruoli fissi, tipici di tutti i gruppi: il nuovo arrivato (da cui ci si aspetta che sia conformista); il capro espiatorio; il leader (che svolga due funzioni principali: far procedere il gruppo in armonia; che sia centrato sul compito nell'interesse del gruppo).

### La leadership
Gli studi di Bales e Slater confermarono l'importanza di entrambe le funzioni nella personalità del leader, ma che allo stesso tempo è molto raro che questo avvenga. Di solito, infatti, i leader svolgono solo la funzione socio-emozionale (leadership democratica) o quella di essere centrati sul compito (leadership autoritaria).
La Hold scoprì che già nei gruppi di bambini la struttura del gruppo porta all'emergere di un leader, che di solito è colui che più protegge gli altri, prende iniziative, organizza giochi, distribuisce risorse e che sia più inventivo. Merei aggiunse che quando i bambini sono introdotti in un nuovo gruppo, preesistente, diventerebbero leader quei bambini che all'inizio riescono ad adattare il proprio comportamento e che solo in seguito propongono dei cambiamenti o delle innovazioni. Questo insieme di caratteristiche è presente anche nei gruppi di persone in età adulta (più intelligenti, capacità di gestire i rapporti; motivati e pronti ad assumersi responsabilità). Infine, sembrerebbe che sono le persone che più riescono a riscuotere fiducia, a diventare leader (carisma).
Tutte queste caratteristiche sono necessarie, ma nessuna è sufficiente, anche perché la scalata sociale dipende dall'incrocio di questi elementi e dalla situazione. Fiedler, nel suo modello della contingenza ha infatti dimostrato che una leadership efficiente è il risultato dell'incrocio tra lo stile del leader e il controllo che questo ha sulla situazione. Il controllo è dato dalla qualità delle relazioni con gli altri membri; la chiarezza degli scopi e delle soluzioni; del livello di potere in termini di possibilità di distribuire premi e punizioni. Sia nel caso di un basso controllo, che di alto controllo della situazione, lo stile più efficiente è quello orientato verso il compito, mentre lo stile socio-emozionale è più efficace in situazioni di controllo moderato.
Se è vero che un leader può influenzare i membri del gruppo, è anche vero che egli viene influenzato dalle aspettative che il gruppo ha (se un leader non si comporta come il gruppo vorrebbe, può essere spodestato). Hollander notò che un leader viene legittimato se viene scelto dall'interno (e non imposto dall'esterno); se, nelle fasi iniziali si sa conformare al gruppo; sa mostrare le abilità necessarie al raggiungimento degli scopi; sa identificarsi con il gruppo.
La situazione gioca un ruolo talmente rilevante, nella selezione del leader, che è necessario capirne il meccanismo per cui, ad esempio, chi si trova (o si sa piazzare) in una posizione centrale, favorevole alla comunicazione con tutti, può contare su una maggiore quantità di informazioni e pertanto acquisisce più probabilità di divenire leader.

### Le reti di comunicazione
Le reti di comunicazione possono essere diverse come diversi saranno i loro effetti sul gruppo. Bavelas e Leavitt proposero quattro reti principali: a ruota (centralizzata); a catena (gioco del telefono); struttura a Y; cerchio. Agli antipodi ci sono la ruota e il cerchio, il primo autoritario, l'altro democratico. La rete centralizzata è più efficiente nello svolgimento di un compito, quando questo è semplice. Mentre, nei compiti difficili, le reti a cerchio sono più efficienti, ma solo per la fase iniziale (una volta raccolte le informazioni è più efficace una coordinazione centralizzata).

### Il lavoro di gruppo
In un gruppo, le decisioni sono prese secondo un pattern detto di convergenza (normalizzazione), qualora l'interesse alla questione, da parte dei membri, è superficiale. Al contrario, se l'interesse è forte si giunge a una decisione fortemente polarizzata. Steiner ha individuato tre quesiti che fanno da guida alla comprensione del tipo di compito che ci troviamo di fronte:
- il compito è ripartibile in maniera chiara tra più persone;
- serve un impegno massimizzante o ottimizzante (impegno massimo di tutti, o l'impegno differenziato in base a qualità e competenze);
- è un compito additivo (relativo al rapporto tra gli input individuali e il prodotto del gruppo), congiunto (tutti i membri devono agire di comune accordo), compiti disgiunti (competenza).

Questo modello consente di fare previsioni sulla produttività del gruppo, ma consente anche di tener presente che il modo in cui un gruppo esegue un compito, dipende dalle risorse di cui ciascun gruppo dispone (vedi: Apprendimento cooperativo in aula). La presenza del gruppo, a seconda delle circostanze, può essere sia di aiuto sia di ostacolo alla produttività. Ad esempio, si parla di facilitazione sociale per descrivere la tendenza a lavorare di più e più velocemente in presenza di altri. La facilitazione sociale aumenta la probabilità della risposta dominante, che tende a migliorare la prestazione nei compiti semplici e a ridurla nei compiti complessi. Al contrario, la pigrizia sociale è la tendenza degli individui a battere la fiacca quando lavorano in gruppo. La pigrizia è comune quando il compito è considerato non importante e i contributi individuali al lavoro non sono facili da vedere.

### L'identità sociale: dall'ingroup all'outgroup
Il gruppo costituisce un'unità con una sua identità sociale complessiva, il che determina che ogni membro si aspetti dagli altri, determinati comportamenti. Questa identità sociale complessiva è quindi legata all'identità sociale personale dei membri. La nostra identità è infatti, in larga parte funzione della nostre appartenenze ai vari gruppi sociali. Quindi, le nostre autodescrizioni saranno sempre composte da un mix di definizioni personali versus definizioni di gruppo (se facciamo parte di gruppi dominanti, verremo percepiti soprattutto per le nostre caratteristiche individuali; se facciamo parte di gruppi dominati, saremo percepiti prevalentemente nei termini di appartenenza al gruppo). Già Mead aveva sottolineato che l'identità si fonda sull'appartenenza ad un gruppo, ma si deve a Tajfel, la teoria dell'identità sociale. Egli richiamò l'attenzione sul dato che gli esseri umani hanno una propensione a base innata a raggruppare le persone in categorie sociali sulla base di specifiche dimensioni quali, sesso, razza, etnia, età, professione, religione. Pertanto il self è costituito dal miscuglio di identità sociali ai quali ciascuno appartiene. Si distinguono poi, due tipi di gruppi: primari (sono il fidanzato di..., faccio parte della famiglia..., sono il figlio di...) e secondari (sono italiano, sono uno studente, sono cattolico). I processi cognitivi di categorizzazione sociale e di autocategorizzazione, inducono ad esagerare al massimo la similarità all'interno dei gruppi, e la differenza tra gruppi (gettando le basi per la nascita di stereotipi).
Dunque il gruppo esterno, a causa dell'effetto omogeneità del gruppo esterno, ci appare costituito da individui pressappoco tutti uguali. Motivi principali di questa nostra miopia sono: (1) maggiori informazioni sui membri del proprio gruppo e minore su quelli del gruppo esterno; (2) prestiamo meno attenzione ai membri dei gruppi che riteniamo meno interessanti; (3) L'impossibilità di interazione potrebbe essere anche dovuta alla situazione obbiettiva; (4) in ogni caso, la semplice divisione in gruppi, anche arbitraria e basata sul niente, produce una doppia visualizzazione della realtà (eterogeneità/omogeneità) da parte dei membri.
L'identità sociale, i processi di autocategorizzazione in termini di noi inducono in maniera speculare, una sorta di effetto assunzione di similarità, che ci fa ritenere che condividiamo molti gusti e opinioni di chi appartiene al nostro gruppo. I membri del proprio gruppo, inoltre, vengono visti come dotati di caratteristiche più gradevoli rispetto ai gruppi estranei. Opererebbe dunque un pregiudizio funzionale al mantenimento di una buona immagine del gruppo di appartenenza, simile a quello che opera a livello personale (self serving bias). Allen provò che, delle persone raggruppate in base alle preferenze artistiche, pensavano di condividere con gli altri membri del gruppo anche altre caratteristiche. Per due scopi poi, che parole prive di significato vengono considerate positive se si associavano a “noi” e negative se si associavano a “loro”. Taylor e Jaggi, provarono infine, che se una stessa azione si attribuisce ad un membro di un gruppo estraneo, la si giudica più negativa di un'azione attribuita a un membro del proprio gruppo. Considerare il proprio gruppo migliore degli altri contribuisce quindi a costruire e a mantenere un'identità sociale positiva che influenza il nostro livello di autostima e l'immagine che abbiamo di noi stessi.

## Relazioni e discriminazione tra i gruppi

### Il paradigma dei gruppi minimi
I processi di categorizzazione degli individui in termini di ingroup e outgroup portano a processi di confronto sociale che determinano atteggiamenti favorevoli verso i membri del proprio gruppo e sfavorevoli verso i gruppi esterni. Henri e Tajfel dimostrarono che è sufficiente rendersi conto di far parte di gruppi diversi per promuovere quello che viene detto ingroup bias. Tajfel con Billig ha poi sviluppato il paradigma dei gruppi minimi, secondo cui, anche con la formazione di gruppi artificiali e privi di senso, si verificano i processi di ingroup bias. Gli esperimenti di Tajfel dimostrarono anche che non solo i membri di un gruppo tendono ad assicurare risorse al proprio gruppo, ma cercano anche di ottenere un vantaggio rispetto agli altri (se devo scegliere di dare 10 punti al mio gruppo e 10 a un gruppo esterno, oppure 5 punti al mio ma nessuno a quello esterno, sceglierò la seconda opzione). Rehm notò poi che nelle competizioni sportive la divisa dello stesso colore aumenta il senso di appartenenza alla squadra e quindi anche le proprie prestazioni. Rabbie e Horwitz ipotizzarono che alla base di un “sentimento di gruppo” è essenziale che vi sia la percezione di un destino comune, come dimostrarono poi i loro esperimenti. Doise aggiunse anche l'importanza dell'interdipendenza tra i membri, per far nascere lo spirito di gruppo, per cui percepirsi con un destino comune e come membri interdipendenti è una condizione sufficiente per dare vita alla discriminazione di gruppi, ma il destino comune non è una condizione necessaria.

### La teoria della deprivazione relativa
Henri Tajfel e Turner ripresero nel 1986, la teoria del confronto sociale di Festinger e mostrarono che noi giudichiamo il prestigio e il valore del nostro gruppo, soprattutto ponendolo a confronto con gli altri gruppi. Questa idea fa da sfondo anche a quella che viene detta la teoria della deprivazione relativa: gli individui continuano a competere anche quando dispongono di risorse adeguate, perché provano insoddisfazione se gli altri si trovano in condizioni migliori. Quindi, se a livello individuale proviamo una deprivazione relativa egoistica, a livello di gruppo si parla di una deprivazione relativa fraterna.

### La teoria del conflitto realistico e l'esperimento di Robbers Cave
Sherif provò che nel momento in cui si formano dei gruppi, è molto probabile che si instauri un clima di rivalità tra essi, e parallelamente, si sviluppano all'interno di ciascun gruppo, atteggiamenti positivi che facilitano il raggiungimento degli scopi interni. Sherif inoltre provò che quando gli interessi di due gruppi coincidono (scopi sovraordinati), i membri di entrambi i gruppi riescono ad adottare un atteggiamento cooperativo. Lo studio di Sherif, noto come “esperimento di Robbers Cave”, comprendeva tre fasi: analisi della formazione del gruppo; l'emergere del conflitto; l'analisi dei fattori che determinavano la fine dell'astio. (L'esperimento consisteva nel riunire un gruppo di ragazzi ignari, lasciati prima liberi di socializzare, successivamente divisi in due gruppi, portati a competere fino a stereotiparsi gli uni con gli altri, facendoli poi ritrovare con un problema comune, tornando così ad essere cooperativi e riemergendo le simpatie iniziali, prima della formazione dei gruppi). Gli esperimenti di Sherif mostrano che gli individui cambiano il loro comportamento in funzione delle loro relazioni e che i conflitti tra gruppi non possono essere ricondotti né ad una scarsità di risorse, né ai tratti di personalità dei singoli, né alla somma dei rapporti interpersonali. I successivi esperimenti condotti da Tajfel, mostrarono che la competizione dei gruppi è incontrollabile anche quando non sono in gioco risorse materiali (conflitto realistico), pur non escludendo che la presenza di questo elemento possa aggravare la rivalità. In conclusione, l'altruismo e i favoritismi verso chi è parte di noi, e gli atteggiamenti negativi verso l'outgroup, sarebbero da ricondurre ad un'etica di piccolo gruppo, frutto della selezione naturale.

### Stereotipi e pregiudizi: processi di categorizzazione e dinamiche relazionali
Fu il giornalista Lippman a suggerire il termine stereotipo per indicare quel tipo di semplificazione rigida che facciamo della realtà e che è ravvisabile nell'opinione pubblica. Gli stereotipi sono rappresentazioni mentali che emergono dal raggruppare gli individui sulla base dei fattori che li accomunano, tralasciando quelli che li rendono unici. Sono quindi, quelle rappresentazioni cognitive che più risentono dell'effetto omogeneità del gruppo esterno e dell'effetto presunta similarità del gruppo interno. Sono, in sintesi, l'effetto collaterale e degenerato di quei processi cognitivi di autocategorizzazione e di categorizzazione sociale. Katz e Braly, con le loro ricerche fecero emergere che non solo esiste una grande condivisione nell'ingroup, ma anche che le persone tendono a delineare profili dei gruppi esterni come molto omogenei al loro interno. Queste valutazioni, per lo più negative, fanno sì che una persona venga giudicata per la sua appartenenza ad un gruppo e non per quello che è in quanto individuo.
Gli stereotipi implicano un processo di discriminazione il quale si articola in comportamenti contro il gruppo verso il quale si nutre pregiudizio e di discriminazioni a favore del proprio gruppo. Vi è quindi una spinta all'etnocentrismo che fa percepire i valori del proprio gruppo di appartenenza come i più validi e condivisibili.
Gli stereotipi comunque, non sono del tutto arbitrari, ma hanno alla loro base le esperienze che facciamo nella nostra vita, per cui è possibile parlare di un “nocciolo di verità”. Smith e Mackie fecero notare che gli ebrei vengono considerati scaltri e avari perché dal Medioevo in poi una delle poche occupazioni alla quale avevano accesso era prestare denaro. Così, con il tempo, gli ebrei hanno finito per essere visti come particolarmente adatti a questa occupazione. In ogni società, peraltro, può essere rintracciato uno stereotipo comune. Di solito il gradino socioeconomico più basso viene considerato pigro, ignorante, sporco, immorale (negli USA è valso prima per gli irlandesi, poi per gli italiani, poi i portoricani, poi i messicani, etc.). I ruoli sociali spiegano, per lo meno in parte, anche gli stereotipi di genere, quelli che portano a considerare le donne sensibili, emotive, tenere, etc. Inoltre, grande importanza è data alla situazione, per cui, i tedeschi durante la guerra venivano considerati crucchi e spietati, mentre in tempo di pace, efficienti e rigorosi.
I ruoli sociali di un gruppo limitano e delimitano i comportamenti che vengono messi in atto dai suoi membri. Attraverso un meccanismo cognitivo che viene detto errore di corrispondenza, infatti, i comportamenti associati ai ruoli vengono attribuiti a caratteristiche di personalità dei singoli individui che appartengono a quel gruppo. Il processo che porta alla formazione di uno stereotipo è il seguente: (1) fattori sociali, economici politici e storici creano i ruoli sociali; (2) a gruppi diversi vengono assegnati ruoli diversi; (3) I membri dei gruppi assumono comportamenti appropriati al loro ruolo; (4) a causa dell'errore di corrispondenza, i comportamenti associati ai ruoli vengono attribuiti a caratteristiche di personalità dei singoli; (5) si forma lo stereotipo. Questo non vuol dire però che gli stereotipi non possano riflettere anche quelle che sono le caratteristiche reali di un particolare gruppo. Ma quando si parla di propensioni a base innata, si parla di tendenze medie di una popolazione, mentre gli stereotipi diventano pericolosi perché attribuiscono a tutti i membri di quel dato gruppo, le caratteristiche medie. Pertanto, nel momento in cui le nostre valutazioni di un gruppo o di un individuo si basano sui due seguenti tipi di sillogismo: (1) le donne sono emotive, Federica è una donna, quindi è emotiva; oppure Federica è emotiva, Federica è una donna, quindi le donne sono emotive, siamo in entrambi i casi vittime di stereotipi distorti.
Quindi gli stereotipi hanno le stesse conseguenze degli schemi, ovvero, le informazioni nuove che non siano in linea con lo stereotipo vengono con facilità rifiutate o dimenticate. Le informazioni ambigue vengono invece interpretate in modo da essere congruenti con l'immagine mentale che si ha di un certo gruppo. Sagar e Schofield scoprirono negli anni ottanta, che lo stereotipo della “razza” guida l'interpretazione degli eventi già in età precoce. (i bambini bianchi e neri interpretavano razzisticamente delle immagini anonime su cui potevano inventare una storia).
Peraltro, come tutti gli schemi, gli stereotipi possono spingere coloro che fanno parte del gruppo esterno a mettere in atto proprio quei comportamenti che confermano lo stereotipo. Lo stereotipo si pone quindi in termini di “profezia che si auto-avvera”.
Quindi, l'auto-consapevolezza di far parte di una minoranza, di essere diversi, porta a percepire gli altri come pronti a reagire alla propria diversità, anche quando in effetti questo non sta accadendo. Kleck e Strenta, negli anni ottanta, hanno dimostrato che la consapevolezza di essere portatori di un difetto fisico altera la percezione degli altri nei propri riguardi (disegnarono finte cicatrici sui volti di alcune “cavie”, ma prima di farle andare in giro, cancellarono di nascosto queste cicatrici. Quindi una volta andati in giro per la città, pensarono di essere osservati in maniera particolare, anche se in realtà non avevano nessun'anomalia). Gli stereotipi sono quindi il lato oscuro dei nostri processi di categorizzazione sociale.
Nei nostri processi di elaborazione delle informazioni siamo portati a prestare più attenzione a quelle che sono le caratteristiche insolite, salienti degli individui, e a trascurare le informazioni relative a ciò che è comune. Per un meccanismo cognitivo che è stato scoperto da Loren e Jean Chapman, siamo portati a ritenere che se due eventi insoliti, poco frequenti e pertanto distintivi, si verificano per alcune volte allo stesso tempo, questi sarebbero correlati tra loro. Questo effetto di condivisione di distintività, definisce una correlazione illusoria (se avviene un borseggio, e tra i presenti c'è un nero, si tende a pensare che sia egli il colpevole). Quindi, quando in un gruppo qualcuno è molto visibile, e cattura la nostra attenzione (salienza), tendiamo a vederlo come responsabile di quello che succede.
I mass media, nel riportare di delitti e atti delinquenziali, riflettono proprio questo fenomeno e lo amplificano. Il risultato di questo modo di presentare gli eventi è quello di creare una correlazione tra i due fenomeni e far sì che si rafforzi nell'immaginario della popolazione, lo stereotipo che gli omosessuali o i malati di mente o gli extracomunitari, siano violenti, immorali e irresponsabili, senza differenza per i membri di quei gruppi.

### L'approccio motivazionale e dinamico alle relazioni interetniche e al pregiudizio
Se è vero che spesso gli stereotipi sono il frutto della storia e delle società, è anche vero che è possibile nutrire pregiudizi anche nei confronti di gruppi dei quali non si sa assolutamente nulla. Il solo percepire una persona come appartenente ad un altro gruppo, porta infatti, a sentimenti di diffidenza e di ostilità.
È possibile, tuttavia, rintracciare anche altre motivazioni alla messa in atto di comportamenti pregiudiziali. Hovland e Sears, negli anni quaranta, trovarono la correlazione tra le crisi economiche negli USA e l'aumento del numero di linciaggi impartiti alle minoranza. Dimostrarono cioè il collegamento tra frustrazione e aggressività, per cui si vengono a produrre dei capri espiatori a cui attribuire le cause dei propri fallimenti. Tuttavia, la teoria del capro espiatorio ha dato esiti diversi nella sua sperimentazione: Miller e Bugelski trovarono che effettivamente ci fosse un collegamento tra la frustrazione e la ricerca di un capro espiatorio; Leonard e Berkowitz invece, trovarono che non necessariamente il comportamento aggressivo conseguente alla frustrazione, avesse per target coloro verso cui si aveva un atteggiamento pregiudiziale.
Il “Gruppo di Bereley” percorse lo studio del pregiudizio in un'accezione ben più ampia. Partirono dall'ipotesi che il pregiudizio sia essenzialmente un problema di personalità, secondo un'ottica freudiana, sostennero che il modo in cui un individuo viene allevato dai suoi genitori nelle prime fasi dello sviluppo, dà luogo a caratteristiche di personalità diverse che possono portare a potenziali esiti di tipo pregiudiziale. (i genitori troppo severi producono un accumulo di energia che il figlio non potrà scaricare su di loro, e che pertanto sarà portato a scaricare sugli individui che riterrà più deboli, più inferiori. Si parla di formazione della personalità autoritaria, dedita al pregiudizio, che sarebbe l'effetto collaterale di una personalità distorta.

## L'aggressività
L'aggressività e l'altruismo rappresentano il polo positivo e il polo negativo del comportamento umano. Entrambe possono essere interpretate in maniera differente in funzione dei diversi modelli di riferimento; ed entrambe vanno valutate all'interno di un approccio multi-dimensionale che tenga conto dei fattori che ne “influenzano la messa in atto”, “le caratteristiche di chi produce l'azione”, “le caratteristiche del target”, e quelle della “situazione” in cui si manifestano.

### Definire l'aggressività
Affinché si possa parlare di aggressività occorre che vi sia l'intenzione di procurare un danno. Proprio dall'interpretazione che gli individui fanno di un'aggressione altrui, elaborano la risposta più consona. Inoltre, per comportamento aggressivo si intende tutto ciò che danneggia intenzionalmente un altro, non necessariamente dal solo punto di vista fisico (anche l'insulto è un'aggressione).

### Espressioni dell'aggressività e motivazioni sottostanti
Definire cosa è aggressione non può prescindere dall'individuazione delle varie forme che assume e dalle varie motivazioni sottostanti. Attili e Hinde individuarono due tendenze, una ad essere assertivo e una ad essere violento. Infatti, i diversi tipi di violenza sono riconducibili a sistemi ormonali e neuronali differenti: 
1. Aggressione strumentale (per guadagnare qualcosa, premeditando l'azione);
2. Aggressione ostile (con lo scopo di far del male, ferire o logorare l'altro);
3. Violenza emotiva, impulsiva (sotto l'influsso della rabbia, a caldo, non premeditata);
4. La violenza difensiva o ritorsione (scatenata dalla percezione, reale o presunta, di una provocazione).

Queste prime categorie sono quelle principali alle quali sono stati ricondotti gran parte delle violenze osservate dagli studiosi. Tuttavia esistono anche categorie più specifiche come: 
1. la violenza criminale (omicidio commesso da un ladro sorpreso a rubare);
2. la violenza dissociale (attuata per una sottomissione al proprio gruppo, tipica dei mafiosi);
3. la violenza bizzarra (crimini di tipo psicopatico).

### Il comportamento aggressivo nelle altre specie animali
Una distinzione tra tipi diversi di comportamento aggressivo è stata fatta anche in campo più strettamente animale. Moyer, negli anni settanta, parlò di aggressività predatoria, irritativa, tra maschi, materna e di difesa. Caratteristica principale dell'aggressività predatoria è l'assenza di segnali di minaccia e il fatto di essere perpetrata nel silenzio. Per questa categoria non sono riscontrabili differenze tra maschi e femmine. L'aggressione di tipo irritativo si verifica quando gli animali sono in uno stato di rabbia, di paura o di dolore. È quindi molto in comune con l'aggressività di tipo difensivo. L'aggressività difensiva si differenzia però perché, l'animale che è attaccato, può emettere una serie di risposte che potrebbero salvargli la vita (fuggire, rimanere immobile, segnali di sottomissione). Neanche in questo caso vi sono differenze tra i due sessi.....
Diverso è il discorso per quanto riguarda l'aggressività tra maschi. In tutte le specie infatti, i maschi combattono tra di loro per la conquista del territorio e per raggiungere posizioni elevate nella gerarchia di rango. Si tratta quindi di un'aggressività peculiare del genere maschile, anche se vi sono casi di femmine disposte a combattere per accedere ad un maschio specifico. Nonostante l'elevata intensità nel combattimento tra maschi, vi sono in realtà diversi processi di negoziazione che portano alla sottomissione invece che alla morte. Questo tipo di aggressività pare collegata in qualche modo alla sessualità visto che è mossa soprattutto dal livello di testosterone. L'aggressività materna si ritrova nei mammiferi femmine, le quali attaccano chiunque costituisca un pericolo per i propri piccoli.

### Nella specie uomo: un'analisi comparativa
L'aggressività predatoria è paragonabile all'aggressività interspecifica (tra gruppi) dell'uomo. Essa infatti porta ad un esito mortale dell'avversario. L'aggressività tra maschi è invece paragonabile all'aggressione ostile degli uomini. L'aggressività irritativa è invece collegabile a quella emotiva e impulsiva degli esseri umani. Nella nostra specie, sembrerebbe che i maschi siano più aggressivi delle femmine, e che essi utilizzino di più le aggressioni di tipo fisico, mentre le femmine prediligono le aggressioni verbali a cui ricorrono per lo più attraverso l'aggressività strumentale che potrebbe avere un qualche collegamento con l'aggressività materna. L'aggressività difensiva è rintracciabile anche nell'uomo, e pare che nei maschi vi sia una maggiore predisposizione.

### Le teorie dell'aggressività e i rapporti individuo-società
Quando si parla di aggressività bisogna tenere in considerazione due modelli contrapposti del comportamento umano: le componenti istintive ed innate e quello dei fattori sociali, ambientali ed educativi. Che l'uomo sia per natura aggressivo è un postulato su cui sono d'accordo sia in psicoanalisi, sia nella psicologia influenzata dall'etologia. Freud sostenne che gli esseri umani sono guidati da istinti sessuali e aggressivi, e fece notare che tali istinti hanno bisogno di essere controllati e regolati mediante la formazione di norme sociali con le quali sono in eterno contrasto. Ma se la repressione della sessualità e dell'aggressività ad opera degli insegnamenti, delle punizioni e dell'educazione, costituiscono una vera e propria condizione perché la società sopravviva, diventa essa stessa fonte di ulteriore aggressività per la frustrazione che ne deriva e la conseguente reazione che innesca. Lorenz sostenne che il comportamento aggressivo è frutto di un istinto incontrollabile, e ritenne, d'accordo con Freud, che l'aggressività sia dovuta al formarsi, nell'individuo, di un accumulo di energia che cerca di defluire all'esterno appena la situazione lo permette. La spiegazione di questo assunto starebbe nel fatto che ai primordi della specie, gli individui più aggressivi furono più avvantaggiati, facendo così ereditare, mediante selezione naturale, la spinta ad essere violenti. Secondo questa interpretazione negativa, una soluzione è quella dello sport.
Secondo i comportamentisti e la social learning theory, la visione del fenomeno è opposta, essi pongono infatti l'enfasi sulle influenze sociali, all'imitazione, all'assistere alla violenza, all'impossibilità di raggiungere i propri scopi. Secondo questa visione quindi, l'individuo nasce come una tabula rasa sulla quale agiranno un sistema di rinforzi positivi e negativi che ne plasmerà la personalità (effetto modeling).

### Televisione e violenza
Gli esperimenti di Albert Bandura pongono il problema dei rapporti tra violenza e media e in particolare tra aggressività e tv. Secondo i suoi esperimenti risultò che effettivamente l'assistere a spettacoli violenti fa aumentare il comportamento aggressivo degli spettatori. Questo fenomeno sarebbe dovuto a quell'effetto di imitazione e identificazione con modelli vincenti, i quali possono essere rappresentati anche dalla violenza (vedi Esperimento della bambola Bobo). Huesmann ed Eron (1986) pur ammettendo che la televisione o i film a contenuto violento non siano la causa principale ed unica della violenza, mostrarono che i media incrementano l'aggressività. Inoltre altri studi dimostrano che vedere spesso scene di aggressioni attenua le nostre percezioni e induce un processo di de-sensibilizzazione che può portare all'indifferenza (Milavsky, Kessler, Stipp e Rubens , 1982). Oltretutto si tende anche a ritenere che il mondo reale sia identico a quello rappresentato nella fiction. L'influenza dei film violenti potrebbe essere poi ricondotta anche a un meccanismo eccitatorio provocato dalla visione di contenuti violenti che possono attivare un arousal il quale può trasferire l'eccitazione accumulata a situazioni idonee allo sfogo di tale eccitazione. Non è chiaro tuttavia se sia l'assistere a spettacoli violenti che incrementa l'aggressività o se siano gli individui, che già sono predisposti ad aggredire, che preferiscono i film cruenti.

### Gli stati interni mediatori dell'aggressività

#### La teoria della frustrazione-aggressività
La presenza di un comportamento aggressivo presuppone sempre l'esistenza di una frustrazione e viceversa (teoria della frustrazione-aggressività). Per frustrazione si intende l'impossibilità a raggiungere i propri scopi, e di essa, secondo Freud, vi è un costante accumulo dovuto ai processi di socializzazione. Il gruppo di Yale dimostrò che gli esseri umani rispondono effettivamente alla frustrazione dei loro desideri con una rabbia cieca e irrazionale e con un impulso incontrollabile a commettere aggressioni. John Dollard mostrò inoltre che il legame frustrazione-aggressività può essere regolato da due meccanismi, uno di tipo emotivo (spostamento dell'emozione) e uno di tipo comportamentale (ridirezione del comportamento aggressivo). Pertanto, l'aggressività non sempre viene diretta verso la fonte di frustrazione, ma può venire facilmente spostata verso bersagli più sicuri, anche verso sé stessi. La connessione frustrazione-aggressività è stata anche riscontrata attraverso esperimenti che hanno provato che dopo aver impartito degli insulti a degli "esecutori", essi sono stati più predisposti a mostrare maggiore aggressività con le cavie. Inoltre, Hovaland e Sears notarono come anche cause economico-sociali inducono a un processo di spostamento della rabbia e una ridirezione del comportamento aggressivo da fonti poco chiare responsabili della depressione, alle fasce più deboli della popolazione. Cowen dimostrò anche che dopo aver prodotto frustrazione a delle cavie (attraverso compiti insolubili), esse tendevano a produrre comportamenti più violenti verso le minoranze. Miller e Bugelsky, sulla stessa onda di pensiero, provarono che se prima e dopo aver impartito della frustrazione a delle cavie, esse sapevano trovare maggiori o minori tratti positivi nei confronti delle minoranze.
Leonard Berkowitz mostrò che qualunque sentimento negativo può indurre all'aggressività. Quindi il comportamento aggressivo non è riconducibile solo alla rabbia che deriva dalla frustrazione, ma anche al dolore, alla paura o all'irritazione e che anche la semplice presenza di armi indurrebbe a maggiore aggressività (weapon effect). Infine, anche fattori ambientali come il caldo o il freddo eccessivo sono collegati al comportamento violento come dimostrarono Anderson e Anderson analizzando le statistiche ambientali e criminali e notarono che nei giorni più caldi vi era un forte aumento dei comportamenti aggressivi. Lo stesso vale anche per altri fattori apparentemente scollegati con l'aggressività, tra cui i rumori, i cattivi odori, l'inquinamento, l'affollamento, ecc.
Zillman sostenne, in quella che viene detta la teoria dell'eccitazione-dislocazione, che l'atteggiamento aggressivo viene messo in atto con maggior probabilità quando un individuo si trova in uno stato preesistente di attivazione (arousal), qualunque ne sia la natura, e non solo se l'attivazione è determinata da stimoli negativi o dalla rabbia. L'eccitazione quindi alimenta le emozioni di qualunque natura, portando così alla possibilità che vi sia uno spostamento dell'eccitazione, dalla rabbia alla sessualità. Schachter e Singer invece sostennero che l'eccitazione dipenderebbe da come interpretiamo ed etichettiamo il nostro eccitamento, per cui a seconda delle cause che attribuiamo alla nostra eccitazione, ci comportiamo in un modo piuttosto che in un altro (un esperimento in merito fu, far credere a dei soggetti di aver ricevuto una dose di adrenalina, ed esponendoli successivamente a complici ostili, attribuirono la propria eccitazione al farmaco, escludendo così comportamenti aggressivi nei confronti del complice). Pertanto il comportamento aggressivo diventa più frequente quando agli individui mancano informazioni precise sulle cause del loro stato di attivazione. Ha dunque un certo peso la percezione dell'intenzionalità.

### I fattori socioculturali
In generale quindi, i fattori che determinano un atteggiamento aggressivo sono il frutto di cause interne come: 
(1) l'accumulo di energia che deve defluire all'esterno;
(2) le propensioni a base innata;
(3) la frustrazione, gli stati negativi, e in generale, dall'attivazione dell'eccitazione;
e cause esterne come: 
(4) l'apprendimento dei modelli aggressivi (di persona, o attraverso i media);
(5) L'educazione repressiva;
Ma in conclusione è possibile dire sono il frutto della combinazione di fattori socioculturali che possono ridurne o amplificarne l'attuazione e che possono addirittura dare significati diversi al comportamento prodotto.
Un'azione viene vista come aggressiva essenzialmente se è ritenuta illegittima, se infrange norme sociali (la polizia che spara per rispondere al fuoco dei criminali è ritenuta legittima, la polizia che spara a dei disarmati no). Pertanto il comportamento aggressivo è il frutto di un'interpretazione più che un puro rilevamento di dati. Secondo Gouldner una delle norme sociali più potenti è quella della reciprocità, per cui se qualcuno pensa di essere vittima di una violenza ritiene di essere giustificato se ricorre alla vendetta (negli USA questa norma sociale ha permesso l'affermarsi del diritto a possedere armi). Un'altra norma sociale che favorisce l'aggressività è quella relativa all'accettabilità della violenza se commessa dai maschi, in particolare contro le donne. Smith e Mackie indicarono poi la norma della privacy familiare, la quale rende ancora accettabili le violenze commesse all'interno della famiglia. Diffusa è anche la norma sociale che giustifica la mancanza di rispetto delle norme e delle leggi che limitano l'aggressività, quando essi si ritrovino in gruppo e si comportino da "folla".
L'influenza sociale può anche portare alla messa in atto di comportamenti che gli individui da soli non produrrebbero. Zimbardo parla di questo fenomeno in termini di de-individuazione (minore consapevolezza della propria identità personale). Il gruppo infatti, specie se numeroso, offre l'anonimato e contribuisce a quella sensazione di “diffusione della responsabilità”. Mullen dimostrò proprio l'importanza numerica dei gruppi, per cui più sono numerosi più i comportamenti raggiunti sono estremi. Si parla in proposito anche di “contagio sociale” il quale amplifica le tendenze aggressive e ne polarizza altre. La teoria della norma emergente, spiega l'attuarsi di norme all'interno dei sottogruppi violenti, per cui diventa ad esempio necessario, per farsi accettare, commettere una qualche violenza.

### L'approccio evoluzionistico della scuola inglese dell'etologia: i modelli cibernetici
Tutto ciò che è stato detto sulle cause dei comportamenti violenti è vero, ma non lo è se ogni argomento viene preso da solo e decontestualizzato. Le ricerche condotte all'interno della prospettiva evoluzionistica che fa capo alla scuola inglese dell'etologia infatti, postulano l'esistenza di una continua interazione tra organismo e ambiente, tra basi innate e opportunità ambientali, il frutto cioè dell'incontro tra natura e cultura. Il livello di complessità del nostro cervello infatti, fa sì che gli uomini siano estremamente plastici e quindi in grado di diversificare il loro repertorio comportamentale in funzione della situazione e degli individui con cui interagiscono. Anche il modello dell'attaccamento di Bowlby dimostrerebbe che il comportamento aggressivo in molti casi, non sarebbe riconducibile solo ad una spinta naturale ad essere aggressivi, bensì sarebbe determinato dalle rappresentazioni mentali, dai modelli che gli individui formano di sé stessi e degli altri. Sarebbero questi modelli a guidare e a fare da filtro nell'elaborazione delle informazioni che provengono dal mondo fisico e sociale.
Pertanto quando un individuo viene allevato mediante un attaccamento sicuro (genitori attenti ai suoi bisogni), egli sviluppa dei modelli mentali del sé, che lo fanno ritenere degno d'amore e d'aiuto, e pertanto saprà valutare le intenzioni degli altri in maniera chiara e saprà utilizzare diverse strategie sociali per risolvere i conflitti, arrivando all'aggressività solo in pochi casi. Al contrario, esperienze di attaccamento insicuro portano a un'idea del sé come indifeso e vulnerabile, per cui tali individui saranno indotti a un'interpretazione spesso negativa delle intenzioni altrui, producendo così, in molti più casi, dei comportamenti aggressivi.
Gli esseri umani sono predisposti a vivere in gruppo, pertanto sono dotati di tendenze a base innata a mettere in atto strategie di pacificazione e riconciliazione. Oggi, la crisi sociale che deriva dall'eccesso di competizione nella nostra società, fa sì che gli individui ricorrano ad un quadro comportamentale più antico e semplificato, di tipo violento che produce anche una riduzione dei comportamenti altruistici. Nelle condizioni di competitività estrema, infatti, si verifica una vera e propria patologia del sistema sociale. E se questo non significa che tutti i membri di una società diventino di colpo aggressivi, significa però che essi avranno minori possibilità di assicurare un “attaccamento sicuro” alle nuove generazioni, producendo così una spirale negativa di aggressività crescente. Questo è provato anche da alcune indagini statistiche americane in cui la maggior parte dei comportamenti violenti era stato attuato da individui che avevano avuto problematiche familiari, per lo più causate dall'assenza della figura paterna, lasciando così le madri a dover mantenere la famiglia e a possedere poco tempo per la cura dei figli. È stato notato poi, che le condizioni di estrema povertà e quelle di estrema ricchezza hanno in comune l'effetto di portare a una “generale distrazione” forzata o meno, da parte dei genitori nei confronti dei figli.

## L'altruismo

### Altruismo e comportamento prosociale: un problema di intenzioni e motivazioni
Si parla di comportamento altruistico quando vi è un'intenzione di aiutare gli altri e quando il prestare aiuto non è determinato da obblighi professionali, quando cioè è dettato dalla libera scelta. Agire in modo altruistico significa agire nell'interesse dell'altro senza che ciò comporti alcun vantaggio personale. Si preferisce invece parlare di un generico comportamento “prosociale” quando è chiara l'intenzione di portare aiuto, ma non ne è chiara la motivazione. La prosocialità può essere definita come la tendenza a far ricorso ad azioni che si contraddistinguono per gli effetti benefici a vantaggio degli altri e appartiene alla sfera delle abitudini e delle pratiche. Pertanto, non tutte le azioni prosociali sono anche altruistiche. La decisione per la messa in atto di un comportamento prosociale è frutto di un calcolo di costi e benefici che passa dai seguenti passi: (1) La percezione del bisogno dell'altro; (2) La considerazione della propria responsabilità; (3) la valutazione di costi e benefici; (4) scelta dell'azione da compiere nel portare aiuto.

### I fattori situazionali
La decisione di portare aiuto è influenzata anche da una serie di fattori legati alla situazione o al contesto in cui le persone si trovano. Tra questi, il più noto è quello che viene detto “effetto spettatore” , per cui a seconda della presenza o meno di altre persone e del contesto, esse vi potranno inibire dal prestare aiuto, o al contrario spingere a fare qualcosa. Nel primo caso Latané e Darley ricondussero questo fenomeno alla diffusione della responsabilità per cui davanti a un incidente, con la presenza di tante persone, si ritiene che già altri abbiano prestato soccorso o che comunque lo stessero per fare. Dalla ricerca di Thomas Moriarty si è aggiunto il postulato secondo cui se viene richiesto un aiuto in modo diretto, nella quasi totalità dei casi, gli individui rispondono in maniera positiva. L'effetto spettatore è possibile perché la presenza di altri condiziona il modo in cui viene interpretata una situazione ambigua (quando nessuno agisce, si è portati a credere che ci siamo sbagliati, che non c'è un reale pericolo). Lo stesso effetto produce anche l'apprensione dovuta alla possibilità di venire giudicati pubblicamente.

### Le norme sociali
Quando però la responsabilità di un'azione non può che essere nostra, e la situazione non è ambigua, la paura a essere disapprovati ci spinge ad agire. Si parla in questo caso di “norma della responsabilità sociale”. È stata anche rintracciata un'altra norma che influenza il comportamento altruistico: la reciprocità spiegherebbe infatti le azioni in aiuto di chi è meno fortunato.

### Chi riceve aiuto
Il comportamento prosociale è influenzato anche dal tipo di relazione che lega chi deve dare aiuto a chi ne ha bisogno o lo richiede. Onde per cui si tende a prestare aiuto più alle persone della propria famiglia o agli amici, o a coloro che conosciamo, piuttosto che agli estranei. Sembrerebbe inoltre, che le donne ricevano più aiuto degli uomini ma solo se sono gli uomini a prestare soccorso. In termini generali, saremmo portati a ad aiutare coloro che secondo noi “meritano aiuto”. Nel valutare la richiesta di aiuto, quindi, facciamo inferenze sulle cause del bisogno e siamo portati ad aiutare le persone i cui problemi hanno cause che sono al di fuori del loro controllo personale (se ci chiedono dei soldi per comprare le sigarette, non siamo portati a darli; se ci viene detto che serviranno per mangiare, saremo più propensi ad aiutare).

### Colui che aiuta
Le persone differiscono nella loro propensione a portare aiuto, per cui alcuni aiutano in certe situazioni, altri in altre. Coloro che sentono molto forte il bisogno di essere approvati, sono propensi a fare la carità, ma solo se sono visti da altri. Mentre, coloro che hanno una predisposizione a prendersi cura sono più propensi a risolvere i problemi personali di qualcuno. La spinta ad aiutare deriva anche dalla sensazione che una persona ha di avere la competenza giusta per farlo. Si può inoltre aiutare per compensare un senso di colpa o perché si è di buon umore (e le buone azioni lo mantengono alto) o di cattivo umore (le buone azioni possono farlo risalire). Quindi il comportamento prosociale è il frutto dell'interconnessione tra le competenze, i valori, i tratti, gli stati e le motivazioni di una persona e le caratteristiche della situazione.

### Altruisti si nasce o si diventa
L'idea che gli individui diventino altruisti essenzialmente a causa delle pressioni esterne è quanto sostengono i teorici dell'apprendimento sociale. Sembrerebbe infatti che anche l'educazione e il modo con cui si impartiscono rinforzi positivi e negativi, induce i bambini a comportarsi più o meno in modo prosociale. Anche l'imitazione offre uno spunto per il comportamento prosociale. In ogni caso, chi compie azioni prosociali avrebbe compiuto un processo di interiorizzazione dello stesso.
Una sorta di egoismo genetico predice quello che viene detto investimento parentale, frutto della selezione parentale. Questo egoismo dà conto della possibilità che si possa perfino dare la propria vita se questo atto garantisce la sopravvivenza dei propri figli, o in misura minore, dei propri fratelli, cugini, ecc. Quello che non ci si aspetterebbe è quando gli individui si sacrificano per degli estranei, tanto che le società in questi casi, attribuiscono ai protagonisti di tali imprese, l'appellativo di eroi.
La teoria evoluzionistica prevede che i destinatari del nostro altruismo e delle nostre cure siano, nell'ordine:
1. i figli;
2. i figli più piccoli;
3. i fratelli e poi i cugini, in particolare quelli più giovani;
4. i parenti e poi gli amici;
5. gli amici o coloro che ci assomigliano;
6. i membri del proprio gruppo, piuttosto che quelli di gruppi diversi.

Secondo Wilson, la selezione naturale, utilissima ai primordi, sarebbe oggi la prima nemica della civilizzazione.